# Seznam dílů seriálu Simpsonovi (1.–20. řada)
Seznam dílů seriálu Simpsonovi uvádí pouze prvních dvacet řad amerického animovaného seriálu Simpsonovi (anglicky The Simpsons), který vytvořil Matt Groening v produkci Jamese L. Brookse pro televizní síť Fox.
Zbývající řady seriálu a filmy i speciální díly najdete na stránce Seznam dílů seriálu Simpsonovi.

## Přehled řad
Tento přehled zahrnuje také řady seriálu neobsažené v tomto seznamu. Odkazy v něm vedou na příslušnou stránku.
| Řada | Díly | Premiéra v USA    | Premiéra v USA    | Premiéra v ČR                       | Premiéra v ČR                     |
| Řada | Díly | První díl         | Poslední díl      | První díl                           | Poslední díl                      |
| ---- | ---- | ----------------- | ----------------- | ----------------------------------- | --------------------------------- |
| 1    | 13   | 17. prosince 1989 | 13. května 1990   | 8. ledna 1993                       | 2. dubna 1993                     |
| 2    | 22   | 11. října 1990    | 11. července 1991 | 9. dubna 1993                       | 29. října 1993                    |
| 3    | 24   | 19. září 1991     | 27. srpna 1992    | 5. listopadu 1993                   | 22. dubna 1994                    |
| 4    | 22   | 24. září 1992     | 13. května 1993   | 1. dubna 1994                       | 27. ledna 1995                    |
| 5    | 22   | 30. září 1993     | 19. května 1994   | 23. prosince 1994                   | 21. ledna 1996                    |
| 6    | 25   | 4. září 1994      | 21. května 1995   | 23. června 1995                     | 28. ledna 1998                    |
| 7    | 25   | 17. září 1995     | 19. května 1996   | 25. března 1997                     | 24. února 1998                    |
| 8    | 25   | 27. října 1996    | 18. května 1997   | 3. března 1998                      | 4. května 1999                    |
| 9    | 25   | 21. září 1997     | 17. května 1998   | 26. října 1999                      | 31. října 2000                    |
| 10   | 23   | 23. srpna 1998    | 16. května 1999   | 18. dubna 2000                      | 3. dubna 2001                     |
| 11   | 22   | 26. září 1999     | 21. května 2000   | 9. října 2001                       | 19. března 2002                   |
| 12   | 21   | 1. listopadu 2000 | 20. května 2001   | 3. září 2002                        | 11. února 2003                    |
| 13   | 22   | 6. listopadu 2001 | 22. května 2002   | 15. července 2003                   | 30. prosince 2003                 |
| 14   | 22   | 3. listopadu 2002 | 18. května 2003   | 7. září 2004                        | 1. února 2005                     |
| 15   | 22   | 2. listopadu 2003 | 23. května 2004   | 9. září 2006                        | 18. února 2007                    |
| 16   | 21   | 7. listopadu 2004 | 15. května 2005   | 25. února 2007                      | 18. listopadu 2007                |
| 17   | 22   | 11. září 2005     | 21. května 2006   | 25. listopadu 2007                  | 8. června 2008                    |
| 18   | 22   | 10. září 2006     | 20. května 2007   | 15. června 2008                     | 18. ledna 2009                    |
| 19   | 20   | 23. září 2007     | 18. května 2008   | 25. ledna 2009                      | 21. června 2009                   |
| 20   | 21   | 28. září 2008     | 17. května 2009   | 6. září 2009                        | 30. ledna 2010                    |
| 21   | 23   | 27. září 2009     | 23. května 2010   | 2. září 2010                        | 3. února 2011                     |
| 22   | 22   | 26. září 2010     | 22. května 2011   | 12. května 2011                     | 6. října 2011                     |
| 23   | 22   | 25. září 2011     | 20. května 2012   | 12. dubna 2012                      | 30. srpna 2012                    |
| 24   | 22   | 30. září 2012     | 19. května 2013   | 4. července 2013                    | 12. srpna 2013                    |
| 25   | 22   | 29. září 2013     | 18. května 2014   | 1. května 2014                      | 1. ledna 2015                     |
| 26   | 22   | 28. září 2014     | 17. května 2015   | 1. dubna 2015                       | 28. září 2015                     |
| 27   | 22   | 27. září 2015     | 22. května 2016   | 1. dubna 2016                       | 28. září 2016                     |
| 28   | 22   | 25. září 2016     | 21. května 2017   | 1. dubna 2017                       | 29. září 2017                     |
| 29   | 21   | 1. října 2017     | 20. května 2018   | 8. ledna 2018                       | 2. července 2018                  |
| 30   | 23   | 30. září 2018     | 12. května 2019   | 4. února 2019                       | 8. července 2019                  |
| 31   | 22   | 29. září 2019     | 17. května 2020   | 7. července 2020                    | 1. prosince 2020                  |
| 32   | 22   | 27. září 2020     | 23. května 2021   | 25. ledna 2021                      | 21. června 2021                   |
| 33   | 22   | 26. září 2021     | 15. května 2022   | 25. ledna 2022                      | 27. června 2022                   |
| 34   | 22   | 25. září 2022     | 21. května 2023   | 14. prosince 2022 26. června 2023   | 21. června 2023 1. července 2023  |
| 35   | 18   | 1. října 2023     | 19. května 2024   | 13. prosince 2023 10. července 2024 | 26. června 2024 14. července 2024 |
| 36   |      | 29. září 2024     | bude oznámeno     | bude oznámeno                       | bude oznámeno                     |

## Seznam dílů

### První řada (1989–1990)
| Č. v seriálu | Č. v řadě | Původní název                     | Český název                                                         | Režie                              | Scénář                                                 | Premiéra v USA    | Premiéra v ČR   | Produkční kód |
| ------------ | --------- | --------------------------------- | ------------------------------------------------------------------- | ---------------------------------- | ------------------------------------------------------ | ----------------- | --------------- | ------------- |
| 1            | 1         | Simpsons Roasting on an Open Fire | Vánoce u Simpsonových                                               | David Silverman                    | Mimi Pondová                                           | 17. prosince 1989 | 26. února 1993  | 7G08          |
| 2            | 2         | Bart the Genius                   | Malý génius                                                         | David Silverman                    | Jon Vitti                                              | 14. ledna 1990    | 15. ledna 1993  | 7G02          |
| 3            | 3         | Homer's Odyssey                   | Homerova odysea                                                     | Wes Archer                         | Jay Kogen a Wallace Wolodarsky                         | 21. ledna 1990    | 22. ledna 1993  | 7G03          |
| 4            | 4         | There's No Disgrace Like Home     | Taková nenormální rodinka                                           | Gregg Vanzo a Kent Butterworth     | Al Jean a Mike Reiss                                   | 28. ledna 1990    | 29. ledna 1993  | 7G04          |
| 5            | 5         | Bart the General                  | Bart generálem aneb Kdopak by se Nelsona bál                        | David Silverman                    | John Swartzwelder                                      | 4. února 1990     | 5. února 1993   | 7G05          |
| 6            | 6         | Moaning Lisa                      | Smutná Líza (ČT, Prima) Smutná Lisa (Disney+)                       | Wes Archer                         | Al Jean a Mike Reiss                                   | 11. února 1990    | 12. února 1993  | 7G06          |
| 7            | 7         | The Call of the Simpsons          | Volání přírody                                                      | Wes Archer                         | John Swartzwelder                                      | 18. února 1990    | 5. března 1993  | 7G09          |
| 8            | 8         | The Telltale Head                 | Mluvící hlava                                                       | Rich Moore                         | Al Jean, Mike Reiss, Sam Simon a Matt Groening         | 25. února 1990    | 19. února 1993  | 7G07          |
| 9            | 9         | Life on the Fast Lane             | Ve víru vášně                                                       | David Silverman                    | John Swartzwelder                                      | 18. března 1990   | 19. března 1993 | 7G11          |
| 10           | 10        | Homer's Night Out                 | Světák Homer                                                        | Rich Moore                         | Jon Vitti                                              | 25. března 1990   | 12. března 1993 | 7G10          |
| 11           | 11        | The Crepes of Wrath               | Kyselé hrozny sladké Francie                                        | Wes Archer a Milton Gray           | George Meyer, Sam Simon, John Swartzwelder a Jon Vitti | 15. dubna 1990    | 2. dubna 1993   | 7G13          |
| 12           | 12        | Krusty Gets Busted                | Je vinen Šáša? (ČT) Je Šáša vinen? (Prima) Je šáša vinen? (Disney+) | Brad Bird                          | Jay Kogen a Wallace Wolodarsky                         | 29. dubna 1990    | 26. března 1993 | 7G12          |
| 13           | 13        | Some Enchanted Evening            | Hezkej večer                                                        | David Silverman a Kent Butterworth | Matt Groening a Sam Simon                              | 13. května 1990   | 8. ledna 1993   | 7G01          |

### Druhá řada (1990–1991)
| Č. v seriálu | Č. v řadě | Původní název                                         | Český název | Režie                                    | Scénář                                                                        | Premiéra v USA     | Premiéra v ČR    | Produkční kód |
| ------------ | --------- | ----------------------------------------------------- | --- | ---------------------------------------- | ----------------------------------------------------------------------------- | ------------------ | ---------------- | ------------- |
| 14           | 1         | Bart Gets an F                                        | Bart propadá | David Silverman                          | David M. Stern                                                                | 11. října 1990     | 23. dubna 1993   | 7F03          |
| 15           | 2         | Simpson and Delilah                                   | Homerova dobrá víla                                                                                              | Rich Moore                               | Jon Vitti                                                                     | 18. října 1990     | 16. dubna 1993   | 7F02          |
| 16           | 3         | Treehouse of Horror                                   | Zvlášť strašidelní Simpsonovi (ČT, Prima) Speciální čarodějnický díl (Disney+)                                   | Rich Moore, Wes Archer a David Silverman | John Swartzwelder, Jay Kogen, Wallace Wolodarsky, Edgar Allan Poe a Sam Simon | 25. října 1990     | 30. dubna 1993   | 7F04          |
| 17           | 4         | Two Cars in Every Garage and Three Eyes on Every Fish | Kdo s koho | Wes Archer                               | Sam Simon a John Swartzwelder                                                 | 1. listopadu 1990  | 9. dubna 1993    | 7F01          |
| 18           | 5         | Dancin' Homer                                         | Homer maskotem                                                                                                   | Mark Kirkland                            | Ken Levine a David Isaacs                                                     | 8. listopadu 1990  | 7. května 1993   | 7F05          |
| 19           | 6         | Dead Putting Society                                  | Golfová společnost                                                                                               | Rich Moore                               | Jeff Martin                                                                   | 15. listopadu 1990 | 28. května 1993  | 7F08          |
| 20           | 7         | Bart vs. Thanksgiving                                 | Bart kazisvět | David Silverman                          | John Swartwelder                                                              | 22. listopadu 1990 | 21. května 1993  | 7F07          |
| 21           | 8         | Bart the Daredevil                                    | Ďábelský Bart | Wes Archer                               | Jay Kogen a Wallace Wolodarsky                                                | 6. prosince 1990   | 14. května 1993  | 7F06          |
| 22           | 9         | Itchy & Scratchy & Marge                              | Za všechno může televize                                                                                         | Jim Reardon                              | George Meyer                                                                  | 20. prosince 1990  | 4. června 1993   | 7F09          |
| 23           | 10        | Bart Gets Hit by a Car                                | Bartova srážka s autem                                                                                           | Mark Kirkland                            | John Swartzwelder                                                             | 10. ledna 1991     | 11. června 1993  | 7F10          |
| 24           | 11        | One Fish, Two Fish, Blowfish, Blue Fish               | Není ryba jako ryba                                                                                              | Wesley M. Archer                         | Nell Scovellová                                                               | 24. ledna 1991     | 18. června 1993  | 7F11          |
| 25           | 12        | The Way We Was                                        | Takoví jsme byli                                                                                                 | David Silverman                          | Al Jean, Mike Reiss a Sam Simon                                               | 31. ledna 1991     | 25. června 1993  | 7F12          |
| 26           | 13        | Homer vs. Lisa and the 8th Commandment                | Homer a desatero aneb Každý krade jak dovede (ČT) Homer a desatero aneb Každý krade, jak dovede (Prima, Disney+) | Rich Moore                               | Steve Pepoon                                                                  | 7. února 1991      | 2. července 1993 | 7F13          |
| 27           | 14        | Principal Charming                                    | Láska klíčí i v ředitelně                                                                                        | Mark Kirkland                            | David M. Stern                                                                | 14. února 1991     | 10. září 1993    | 7F15          |
| 28           | 15        | Oh Brother, Where Art Thou?                           | Ach, rodný bratře, kde tě mám?                                                                                   | W.M. „Bud“ Archer                        | Jeff Martin                                                                   | 21. února 1991     | 17. září 1993    | 7F16          |
| 29           | 16        | Bart's Dog Gets an F                                  | Spasitel trapitel                                                                                                | Jim Reardon                              | Jon Vitti                                                                     | 7. března 1991     | 3. září 1993     | 7F14          |
| 30           | 17        | Old Money                                             | Dědovo dědictví                                                                                                  | David Silverman                          | Jay Kogen a Wallace Wolodarsky                                                | 28. března 1991    | 24. září 1993    | 7F17          |
| 31           | 18        | Brush with Greatness                                  | Síla talentu | Jim Reardon                              | Brian K. Roberts                                                              | 11. dubna 1991     | 1. října 1993    | 7F18          |
| 32           | 19        | Lisa's Substitute                                     | Lízin let do nebe (ČT, Prima) Lisin let do nebe (Disney+)                                                        | Rich Moore                               | Jon Vitti                                                                     | 25. dubna 1991     | 8. října 1993    | 7F19          |
| 33           | 20        | The War of the Simpsons                               | Válka Simpsonových                                                                                               | Mark Kirkland                            | John Swartzwelder                                                             | 2. května 1991     | 15. října 1993   | 7F20          |
| 34           | 21        | Three Men and a Comic Book                            | Drobné kiksy nad komiksy                                                                                         | Wes Archer                               | Jeff Martin                                                                   | 9. května 1991     | 22. října 1993   | 7F21          |
| 35           | 22        | Blood Feud                                            | Krevní msta | David Silverman                          | George Meyer                                                                  | 11. července 1991  | 29. října 1993   | 7F22          |

### Třetí řada (1991–1992)
| Č. v seriálu | Č. v řadě | Původní název                     | Český název                                                                             | Režie                     | Scénář                                                                        | Premiéra v USA     | Premiéra v ČR      | Produkční kód |
| ------------ | --------- | --------------------------------- | --------------------------------------------------------------------------------------- | ------------------------- | ----------------------------------------------------------------------------- | ------------------ | ------------------ | ------------- |
| 36           | 1         | Stark Raving Dad                  | Šílený Homer                                                                            | Rich Moore                | Al Jean a Mike Reiss                                                          | 19. září 1991      | 24. prosince 1993  | 7F24          |
| 37           | 2         | Mr. Lisa Goes to Washington       | Líza na stopě zlořádu (ČT, Prima) Simpsonovi ve Washingtonu (Disney+)                   | Wes Archer                | George Meyer                                                                  | 26. září 1991      | 12. listopadu 1993 | 8F01          |
| 38           | 3         | When Flanders Failed              | Zkáza domu Flandersů (ČT, Prima) Flandersův krach (Disney+)                             | Jim Reardon               | Jon Vitti                                                                     | 3. října 1991      | 5. listopadu 1993  | 7F23          |
| 39           | 4         | Bart the Murderer                 | Bart vrahem                                                                             | Rich Moore                | John Swartzwelder                                                             | 10. října 1991     | 26. listopadu 1993 | 8F03          |
| 40           | 5         | Homer Defined                     | Homerova definice (ČT, Prima) Homer definován (Disney+)                                 | Mark Kirkland             | Howard Gewirtz                                                                | 17. října 1991     | 3. prosince 1993   | 8F04          |
| 41           | 6         | Like Father, Like Clown           | Jaký otec, takový klaun                                                                 | Jeffrey Lynch a Brad Bird | Jay Kogen a Wallace Wolodarsky                                                | 24. října 1991     | 18. února 1994     | 8F05          |
| 42           | 7         | Treehouse of Horror II            | Zvláštní čarodějnický díl (ČT, Prima) Speciální čarodějnický díl II. (Disney+)          | Jim Reardon               | Al Jean, Mike Reiss, Jeff Martin, George Meyer, Sam Simon a John Swartzwelder | 31. října 1991     | 19. listopadu 1993 | 8F02          |
| 43           | 8         | Lisa's Pony                       | Cena lásky (ČT, Prima) Lízin poník (Disney+)                                            | Carlos Baeza              | Al Jean a Mike Reiss                                                          | 7. listopadu 1991  | 10. prosince 1993  | 8F06          |
| 44           | 9         | Saturdays of Thunder              | Hromská sobota (ČT, Prima) Bouřlivé soboty (Disney+)                                    | Jim Reardon               | Ken Levine a David Isaacs                                                     | 14. listopadu 1991 | 7. ledna 1994      | 8F07          |
| 45           | 10        | Flaming Moe's                     | U ohnivého Vočka (ČT, Prima) Ohnivý Vočko (Disney+)                                     | Rich Moore a Alan Smart   | Robert Cohen                                                                  | 21. listopadu 1991 | 18. března 1994    | 8F08          |
| 46           | 11        | Burns Verkaufen der Kraftwerk     | Jak Burns prodával elektrárnu (ČT, Prima) Pak Burns udělá kauf (Disney+)                | Mark Kirkland             | Jon Vitti                                                                     | 5. prosince 1991   | 14. ledna 1994     | 8F09          |
| 47           | 12        | I Married Marge                   | Jak jsem si bral Marge (ČT, Prima) Oženil jsem se s Marge (Disney+)                     | Jeffrey Lynch             | Jeff Martin                                                                   | 26. prosince 1991  | 31. prosince 1993  | 8F10          |
| 48           | 13        | Radio Bart                        | Radio Bart (ČT) Rádio Bart (Prima, Disney+)                                             | Carlos Baeza              | Jon Vitti                                                                     | 9. ledna 1992      | 17. prosince 1993  | 8F11          |
| 49           | 14        | Lisa the Greek                    | Líza sázkařem (ČT, Prima) Věštkyně Líza (Disney+)                                       | Rich Moore                | Jay Kogen a Wallace Wolodarsky                                                | 23. ledna 1992     | 21. ledna 1994     | 8F12          |
| 50           | 15        | Homer Alone                       | Homer sám doma                                                                          | Mark Kirkland             | David M. Stern                                                                | 6. února 1992      | 4. února 1994      | 8F14          |
| 51           | 16        | Bart the Lover                    | Bart milencem                                                                           | Carlos Baeza              | Jon Vitti                                                                     | 13. února 1992     | 11. března 1994    | 8F16          |
| 52           | 17        | Homer at the Bat                  | Homer na pálce                                                                          | Jim Reardon               | John Swartzwelder                                                             | 20. února 1992     | 28. ledna 1994     | 8F13          |
| 53           | 18        | Separate Vocations                | Lízina vzpoura (ČT, Prima) Odlišná povolání (Disney+)                                   | Jeffrey Lynch             | George Meyer                                                                  | 27. února 1992     | 11. února 1994     | 8F15          |
| 54           | 19        | Dog of Death                      | Spasitel zabijákem (ČT, Prima) Pes zabiják (Disney+)                                    | Jim Reardon               | John Swartzwelder                                                             | 12. března 1992    | 25. března 1994    | 8F17          |
| 55           | 20        | Colonel Homer                     | Ctěný pan Homer (ČT, Prima) Plukovník Homer (Disney+)                                   | Mark Kirkland             | Matt Groening                                                                 | 26. března 1992    | 8. dubna 1994      | 8F19          |
| 56           | 21        | Black Widower                     | Černý vdovec                                                                            | David Silverman           | námět: Thomas Chastain a Sam Simon scénář: Jon Vitti                          | 9. dubna 1992      | 15. dubna 1994     | 8F20          |
| 57           | 22        | The Otto Show                     | Otto v akci (ČT, Prima) Otto bez řidičáku (Disney+)                                     | Wes Archer                | Jeff Martin                                                                   | 23. dubna 1992     | 22. dubna 1994     | 8F21          |
| 58           | 23        | Bart's Friend Falls in Love       | Milhauseův románek (ČT) Milhouseův románek (Prima) Bartův kamarád se zamiluje (Disney+) | Jim Reardon               | Jay Kogen a Wallace Wolodarsky                                                | 7. května 1992     | 25. února 1994     | 8F22          |
| 59           | 24        | Brother, Can You Spare Two Dimes? | Brácho, můžeš postrádat dva tácy? (ČT, Prima) Brácho, máš drobný (Disney+)              | Rich Moore                | John Swartzwelder                                                             | 27. srpna 1992     | 4. března 1994     | 8F23          |

### Čtvrtá řada (1992–1993)
| Č. v seriálu | Č. v řadě | Původní název                              | Český název | Režie           | Scénář                                                                    | Premiéra v USA     | Premiéra v ČR      | Produkční kód |
| ------------ | --------- | ------------------------------------------ | --- | --------------- | ------------------------------------------------------------------------- | ------------------ | ------------------ | ------------- |
| 60           | 1         | Kamp Krusty                                | Vzhůru na prázdniny (ČT, Prima) Krustyho tábor (Disney+)                                                                                 | Mark Kirkland   | David M. Stern                                                            | 24. září 1992      | 29. dubna 1994     | 8F24          |
| 61           | 2         | A Streetcar Named Marge                    | Tramvaj do stanice Marge | Rich Moore      | Jeff Martin                                                               | 1. října 1992      | 1. dubna 1994      | 8F18          |
| 62           | 3         | Homer the Heretic                          | Homer kacířem | Jim Reardon     | George Meyer                                                              | 8. října 1992      | 9. září 1994       | 9F01          |
| 63           | 4         | Lisa the Beauty Queen                      | Líza královnou krásy (ČT, Prima) Líza je královna krásy (Disney+)                                                                        | Mark Kirkland   | Jeff Martin                                                               | 15. října 1992     | 16. září 1994      | 9F02          |
| 64           | 5         | Treehouse of Horror III                    | Speciální čarodějnický díl (ČT, Prima) Speciální čarodějnický díl III. (Disney+)                                                         | Carlos Baeza    | Al Jean, Mike Reiss, Jay Kogen, Wallace Wolodarsky, Sam Simon a Jon Vitti | 29. října 1992     | 4. listopadu 1994  | 9F04          |
| 65           | 6         | Itchy & Scratchy: The Movie                | Bartův trest (ČT, Prima) Itchy a Scratchy ve filmu (Disney+)                                                                             | Rich Moore      | John Swartzwelder                                                         | 3. listopadu 1992  | 23. září 1994      | 9F03          |
| 66           | 7         | Marge Gets a Job                           | Marge jde do zaměstnání (ČT, Prima) Marge má zaměstnání (Disney+)                                                                        | Jeff Lynch      | Bill Oakley a Josh Weinstein                                              | 5. listopadu 1992  | 30. září 1994      | 9F05          |
| 67           | 8         | New Kid on the Block                       | Nová holka v ulici (ČT, Prima) Nová holka od vedle (Disney+)                                                                             | Wes Archer      | Conan O'Brien                                                             | 12. listopadu 1992 | 2. září 1994       | 9F06          |
| 68           | 9         | Mr. Plow                                   | Pan Pluhař | Jim Reardon     | Jon Vitti                                                                 | 19. listopadu 1992 | 18. listopadu 1994 | 9F07          |
| 69           | 10        | Lisa's First Word                          | Lízino první slovo | Mark Kirkland   | Jeff Martin                                                               | 3. prosince 1992   | 7. října 1994      | 9F08          |
| 70           | 11        | Homer's Triple Bypass                      | Homerova koronární operace (ČT, Prima) Homerův trojitý bypass (Disney+)                                                                  | David Silverman | Gary Apple a Michael Carrington                                           | 17. prosince 1992  | 14. října 1994     | 9F09          |
| 71           | 12        | Marge vs. the Monorail                     | Marge versus jednokolejka | Rich Moore      | Conan O'Brien                                                             | 14. ledna 1993     | 21. října 1994     | 9F10          |
| 72           | 13        | Selma's Choice                             | Selmina volba | Carlos Baeza    | David M. Stern                                                            | 21. ledna 1993     | 28. října 1994     | 9F11          |
| 73           | 14        | Brother from the Same Planet               | Velký bratr (ČT, Prima) Brácha ze stejné planety (Disney+)                                                                               | Jeff Lynch      | Jon Vitti                                                                 | 4. února 1993      | 11. listopadu 1994 | 9F12          |
| 74           | 15        | I Love Lisa                                | Svatého Valentýna (ČT, Prima) Miluju Lízu (Disney+)                                                                                      | Wes Archer      | Frank Mula                                                                | 11. února 1993     | 27. ledna 1995     | 9F13          |
| 75           | 16        | Duffless                                   | Homer na suchu (ČT, Prima) Na suchu (Disney+)                                                                                            | Jim Reardon     | David M. Stern                                                            | 18. února 1993     | 30. prosince 1994  | 9F14          |
| 76           | 17        | Last Exit to Springfield                   | Homer – spása Springfieldu (ČT, Prima) Homer v odborech (Disney+)                                                                        | Mark Kirkland   | Jay Kogen a Wallace Wolodarsky                                            | 11. března 1993    | 2. prosince 1994   | 9F15          |
| 77           | 18        | So It's Come to This: A Simpsons Clip Show | Tak takhle to dopadlo (ČT, Prima) Tak šel život (Disney+)                                                                                | Carlos Baeza    | Jon Vitti                                                                 | 1. dubna 1993      | 16. prosince 1994  | 9F17          |
| 78           | 19        | The Front                                  | Nastrčená osoba (ČT, Prima) Tak trochu jiný autor (Disney+)                                                                              | Rich Moore      | Adam I. Lapidus                                                           | 15. dubna 1993     | 9. prosince 1994   | 9F16          |
| 79           | 20        | Whacking Day                               | Hadobijecký den | Jeff Lynch      | John Swartzwelder                                                         | 29. dubna 1993     | 25. listopadu 1994 | 9F18          |
| 80           | 21        | Marge in Chains                            | Marge za mřížemi (ČT, Prima) Marge ve vězení (Disney+)                                                                                   | Jim Reardon     | Bill Oakley a Josh Weinstein                                              | 6. května 1993     | 13. ledna 1995     | 9F20          |
| 81           | 22        | Krusty Gets Kancelled                      | Šáša Krusty je zrušen – šáša Krusty má padáka (ČT) Šáša Krusty je zrušen – Šáša Krusty má padáka (Prima) Šáša Krusty je zrušen (Disney+) | David Silverman | John Swartzwelder                                                         | 13. května 1993    | 6. ledna 1995      | 9F19          |

### Pátá řada (1993–1994)
| Č. v seriálu | Č. v řadě | Původní název                                                                | Český název | Režie            | Scénář                                                                                  | Premiéra v USA     | Premiéra v ČR      | Produkční kód |
| ------------ | --------- | ---------------------------------------------------------------------------- | --- | ---------------- | --------------------------------------------------------------------------------------- | ------------------ | ------------------ | ------------- |
| 82           | 1         | Homer's Barbershop Quartet                                                   | Homerovo pěvecké kvarteto                                                                                                  | Mark Kirkland    | Jeff Martin                                                                             | 30. září 1993      | 23. prosince 1994  | 9F21          |
| 83           | 2         | Cape Feare                                                                   | Mys hrůzy | Rich Moore       | Jon Vitti                                                                               | 7. října 1993      | 20. ledna 1995     | 9F22          |
| 84           | 3         | Homer Goes to College                                                        | Homer jde studovat | Jim Reardon      | Conan O'Brien                                                                           | 14. října 1993     | 28. dubna 1995     | 1F02          |
| 85           | 4         | Rosebud                                                                      | Medvídek | Wes Archer       | John Swartzwelder                                                                       | 21. října 1993     | 21. dubna 1995     | 1F01          |
| 86           | 5         | Treehouse of Horror IV                                                       | Speciální čarodějnický díl IV – Dům plný hrůzy (ČT, Prima) Dům plný hrůzy IV (Disney+)                                     | David Silverman  | Conan O'Brien, Greg Daniels, Dan McGrath, Bill Oakley, Josh Weinstein a Bill Canterbury | 28. října 1993     | 21. ledna 1996     | 1F04          |
| 87           | 6         | Marge on the Lam                                                             | Marge na útěku | Mark Kirkland    | Bill Canterbury                                                                         | 4. listopadu 1993  | 5. května 1995     | 1F03          |
| 88           | 7         | Bart's Inner Child                                                           | Bartovo vnitřní dítě | Bob Anderson     | George Meyer                                                                            | 11. listopadu 1993 | 12. května 1995    | 1F05          |
| 89           | 8         | Boy-Scoutz 'n the Hood                                                       | Bart táborníkem | Jeffrey Lynch    | Dan McGrath                                                                             | 18. listopadu 1993 | 19. května 1995    | 1F06          |
| 90           | 9         | The Last Temptation of Homer                                                 | Poslední pokušení Homera Simpsona                                                                                          | Carlos Baeza     | Frank Mula                                                                              | 9. prosince 1993   | 26. května 1995    | 1F07          |
| 91           | 10        | $pringfield (Or, How I Learned to Stop Worrying and Love Legalized Gambling) | Jak jsem se přestal bát aneb Legalizace hazardu ve Springfieldu (ČT) Jak jsem se přestal bát (Prima) Springfield (Disney+) | Wes Archer       | Bill Oakley a Josh Weinstein                                                            | 16. prosince 1993  | 2. června 1995     | 1F08          |
| 92           | 11        | Homer the Vigilante                                                          | Homer strážcem zákona | Jim Reardon      | John Swartzwelder                                                                       | 6. ledna 1994      | 9. června 1995     | 1F09          |
| 93           | 12        | Bart Gets Famous                                                             | Bart na vrcholu slávy | Susie Dietterová | John Swartzwelder                                                                       | 3. února 1994      | 30. června 1995    | 1F11          |
| 94           | 13        | Homer and Apu                                                                | Homer a Apu | Mark Kirkland    | Greg Daniels                                                                            | 10. února 1994     | 16. června 1995    | 1F10          |
| 95           | 14        | Lisa vs. Malibu Stacy                                                        | Líza proti mluvící panence                                                                                                 | Jeffrey Lynch    | Bill Oakley a Josh Weinstein                                                            | 17. února 1994     | 19. listopadu 1995 | 1F12          |
| 96           | 15        | Deep Space Homer                                                             | Hrdinný kosmonaut Homer | Carlos Baeza     | David Mirkin                                                                            | 24. února 1994     | 5. listopadu 1995  | 1F13          |
| 97           | 16        | Homer Loves Flanders                                                         | Homer miluje Flanderse | Wes Archer       | David Richardson                                                                        | 17. března 1994    | 12. listopadu 1995 | 1F14          |
| 98           | 17        | Bart Gets an Elephant                                                        | Bart dostane slona | Jim Reardon      | John Swartzwelder                                                                       | 31. března 1994    | 26. listopadu 1995 | 1F15          |
| 99           | 18        | Burns' Heir                                                                  | Burnsův dědic | Mark Kirkland    | Jace Richdale                                                                           | 14. dubna 1994     | 3. prosince 1995   | 1F16          |
| 100          | 19        | Sweet Seymour Skinner's Baadasssss Song                                      | Skinner – sladký nepřítel                                                                                                  | Bob Anderson     | Bill Oakley a Josh Weinstein                                                            | 28. dubna 1994     | 14. ledna 1996     | 1F18          |
| 101          | 20        | The Boy Who Knew Too Much                                                    | Chlapec, který věděl příliš mnoho                                                                                          | Jeffrey Lynch    | John Swartzwelder                                                                       | 5. května 1994     | 17. prosince 1995  | 1F19          |
| 102          | 21        | Lady Bouvier's Lover                                                         | Milenec Lady Bouvierové | Wes Archer       | Bill Oakley a Josh Weinstein                                                            | 12. května 1994    | 7. ledna 1996      | 1F21          |
| 103          | 22        | Secrets of a Successful Marriage                                             | Tajemství úspěšného manželství                                                                                             | Carlos Baeza     | Greg Daniels                                                                            | 19. května 1994    | 23. prosince 1995  | 1F20          |

### Šestá řada (1994–1995)
| Č. v seriálu | Č. v řadě | Původní název                  | Český název | Režie                | Scénář                                                                     | Premiéra v USA     | Premiéra v ČR     | Produkční kód |
| ------------ | --------- | ------------------------------ | --- | -------------------- | -------------------------------------------------------------------------- | ------------------ | ----------------- | ------------- |
| 104          | 1         | Bart of Darkness               | Bart temnoty | Jim Reardon          | Dan McGrath                                                                | 4. září 1994       | 23. června 1995   | 1F22          |
| 105          | 2         | Lisa's Rival                   | Lízina rivalka | Mark Kirkland        | Mike Scully                                                                | 11. září 1994      | 10. prosince 1995 | 1F17          |
| 106          | 3         | Another Simpsons Clip Show     | Tentokrát o lásce | David Silverman      | Penny Wise                                                                 | 25. září 1994      | 11. února 1997    | 2F33          |
| 107          | 4         | Itchy & Scratchy Land          | Návštěva Drsnolandu | Wes Archer           | John Swartzwelder                                                          | 2. října 1994      | 15. prosince 1996 | 2F01          |
| 108          | 5         | Sideshow Bob Roberts           | Návrat Leváka Boba | Mark Kirkland        | Bill Oakley a Josh Weinstein                                               | 9. října 1994      | 28. ledna 1997    | 2F02          |
| 109          | 6         | Treehouse of Horror V          | Dům plný hrůzy (ČT, Disney+) Pátý speciální čarodějnický díl (Prima)                                                           | Jim Reardon          | Greg Daniels, Dan McGrath, David S. Cohen a Bob Kushell                    | 30. října 1994     | 20. května 1997   | 2F03          |
| 110          | 7         | Bart's Girlfriend              | Bartovo děvče | Susie Dietterová     | Jonathan Collier                                                           | 6. listopadu 1994  | 29. prosince 1996 | 2F04          |
| 111          | 8         | Lisa on Ice                    | Líza – posila mužstva | Bob Anderson         | Mike Scully                                                                | 13. listopadu 1994 | 22. prosince 1996 | 2F05          |
| 112          | 9         | Homer Badman                   | Zvrhlík Homer | Jeff Lynch           | Greg Daniels                                                               | 27. listopadu 1994 | 14. ledna 1997    | 2F06          |
| 113          | 10        | Grampa vs. Sexual Inadequacy   | Dědeček versus sexuální ochablost                                                                                              | Wes Archer           | Bill Oakley a Josh Weinstein                                               | 4. prosince 1994   | 21. ledna 1997    | 2F07          |
| 114          | 11        | Fear of Flying                 | Strach z létání | Mark Kirkland        | David Sacks                                                                | 18. prosince 1994  | 4. února 1997     | 2F08          |
| 115          | 12        | Homer the Great                | Homer Veliký | Jim Reardon          | John Swartzwelder                                                          | 8. ledna 1995      | 7. ledna 1997     | 2F09          |
| 116          | 13        | And Maggie Makes Three         | A s Maggií jsou tři (ČT) A s Maggie jsou tři (Prima, Disney+)                                                                  | Swinton O. Scott III | Jennifer Crittendenová                                                     | 22. ledna 1995     | 18. února 1997    | 2F10          |
| 117          | 14        | Bart's Comet                   | Bartova kometa | Bob Anderson         | John Swartzwelder                                                          | 5. února 1995      | 25. února 1997    | 2F11          |
| 118          | 15        | Homie the Clown                | Homer klaunem | David Silverman      | John Swartzwelder                                                          | 12. února 1995     | 4. března 1997    | 2F12          |
| 119          | 16        | Bart vs. Australia             | Bart versus Austrálie | Wes Archer           | Bill Oakley a Josh Weinstein                                               | 19. února 1995     | 23. září 1997     | 2F13          |
| 120          | 17        | Homer vs. Patty and Selma      | Homer versus Patty a Selma | Mark Kirkland        | Brent Forrester                                                            | 26. února 1995     | 18. března 1997   | 2F14          |
| 121          | 18        | A Star Is Burns                | Zrodila se hvězda | Susie Dietterová     | Ken Keeler                                                                 | 5. března 1995     | 2. září 1997      | 2F31          |
| 122          | 19        | Lisa's Wedding                 | Lízina svatba | Jim Reardon          | Greg Daniels                                                               | 19. března 1995    | 11. března 1997   | 2F15          |
| 123          | 20        | Two Dozen and One Greyhounds   | Dva tucty a jeden chrt (ČT, Prima) Dva tusty a jeden chrt (Disney+)                                                            | Bob Anderson         | Mike Scully                                                                | 9. dubna 1995      | 8. dubna 1997     | 2F18          |
| 124          | 21        | The PTA Disbands               | Konec SRPŠ | Swinton O. Scott III | Jennifer Crittendenová                                                     | 16. dubna 1995     | 30. září 1997     | 2F19          |
| 125          | 22        | 'Round Springfield             | Kolem Springfieldu | Steven Dean Moore    | námět: Mike Reiss a Al Jean scénář: Joshua Sternin a Jennifer Ventimiliová | 30. dubna 1995     | 28. ledna 1998    | 2F32          |
| 126          | 23        | The Springfield Connection     | Springfieldská spojka | Mark Kirkland        | Jonathan Collier                                                           | 7. května 1995     | 1. dubna 1997     | 2F21          |
| 127          | 24        | Lemon of Troy                  | Trojský citron | Jim Reardon          | Brent Forrester                                                            | 14. května 1995    | 13. května 1997   | 2F22          |
| 128          | 25        | Who Shot Mr. Burns? (Part One) | Kdo postřelil pana Burnse? – část 1. (ČT) Kdo postřelil pana Burnse? 1/2 (Prima) Kdo postřelil pana Burnse – 1. část (Disney+) | Jeffrey Lynch        | Bill Oakley a Josh Weinstein                                               | 21. května 1995    | 15. dubna 1997    | 2F16          |

### Sedmá řada (1995–1996)
| Č. v seriálu | Č. v řadě | Původní název                                                                       | Český název | Režie                | Scénář | Premiéra v USA     | Premiéra v ČR      | Produkční kód |
| ------------ | --------- | ----------------------------------------------------------------------------------- | --- | -------------------- | --- | ------------------ | ------------------ | ------------- |
| 129          | 1         | Who Shot Mr. Burns? (Part Two)                                                      | Kdo postřelil pana Burnse? – část 2. (ČT) Kdo postřelil pana Burnse? 2/2 (Prima) Kdo postřelil pana Burnse? – 2. část (Disney+) | Wes Archer           | Bill Oakley a Josh Weinstein | 17. září 1995      | 22. dubna 1997     | 2F20          |
| 130          | 2         | Radioactive Man                                                                     | Radioaktivní muž | Susie Dietterová     | John Swartzwelder | 24. září 1995      | 29. dubna 1997     | 2F17          |
| 131          | 3         | Home Sweet Homediddly-Dum-Doodily                                                   | Domove, sladký domove | Susie Dietterová     | Jon Vitti | 1. října 1995      | 9. prosince 1997   | 3F01          |
| 132          | 4         | Bart Sells His Soul                                                                 | Bart prodává duši | Wesley Archer        | Greg Daniels | 8. října 1995      | 16. září 1997      | 3F02          |
| 133          | 5         | Lisa the Vegetarian                                                                 | Líza vegetariánkou | Mark Kirkland        | David S. Cohen | 15. října 1995     | 25. března 1997    | 3F03          |
| 134          | 6         | Treehouse of Horror VI                                                              | Speciální čarodějnický díl | Bob Anderson         | John Swartzwelder, Steve Tompkins a David S. Cohen | 29. října 1995     | 24. února 1998     | 3F04          |
| 135          | 7         | King-Size Homer                                                                     | Tlouštík Homer | Jim Reardon          | Dan Greaney | 5. listopadu 1995  | 9. září 1997       | 3F05          |
| 136          | 8         | Mother Simpson                                                                      | Babička | David Silverman      | Richard Appel | 19. listopadu 1995 | 27. října 1997     | 3F06          |
| 137          | 9         | Sideshow Bob's Last Gleaming                                                        | Poslední šance Leváka Boba | Dominic Polcino      | Spike Feresten | 26. listopadu 1995 | 4. listopadu 1997  | 3F08          |
| 138          | 10        | The Simpsons 138th Episod Spectacular                                               | Slavnostní epizoda | Pound Foolish        | Penny Wise | 3. prosince 1995   | 30. prosince 1997  | 3F31          |
| 139          | 11        | Marge Be Not Proud                                                                  | Nemáš se čím chlubit, Marge | Steven Dean Moore    | Mike Scully | 17. prosince 1995  | 23. prosince 1997  | 3F07          |
| 140          | 12        | Team Homer                                                                          | Homerův tým | Mark Kirkland        | Mike Scully | 7. ledna 1996      | 18. listopadu 1997 | 3F10          |
| 141          | 13        | Two Bad Neighbors                                                                   | Dva zlí sousedé | Wes Archer           | Ken Keeler | 14. ledna 1996     | 11. listopadu 1997 | 3F09          |
| 142          | 14        | Scenes from the Class Struggle in Springfield                                       | Výjevy z třídního boje ve Springfieldu (ČT, Prima) Výjevy z třídního boje proti Springfieldu (Disney+)                          | Susie Dietterová     | Jennifer Crittendenová | 4. února 1996      | 25. listopadu 1997 | 3F11          |
| 143          | 15        | Bart the Fink                                                                       | Udavač Bart | Jim Reardon          | námět: Bob Kushell scénář: John Swartzwelder | 11. února 1996     | 2. prosince 1997   | 3F12          |
| 144          | 16        | Lisa the Iconoclast                                                                 | Líza bortí mýty | Mike B. Anderson     | Jonathan Collier | 18. února 1996     | 14. října 1997     | 3F13          |
| 145          | 17        | Homer the Smithers                                                                  | Homer ve službě (ČT, Prima) Homer ve výslužbě (Disney+)                                                                         | Steven Dean Moore    | John Swartzwelder | 25. února 1996     | 6. ledna 1998      | 3F14          |
| 146          | 18        | The Day the Violence Died                                                           | Den, kdy zemřelo násilí | Wesley Archer        | John Swartzwelder | 17. března 1996    | 6. května 1997     | 3F16          |
| 147          | 19        | A Fish Called Selma                                                                 | Ryba jménem Selma | Mark Kirkland        | Jack Barth | 24. března 1996    | 13. ledna 1998     | 3F15          |
| 148          | 20        | Bart on the Road                                                                    | Bart na cestě | Swinton O. Scott III | Richard Appel | 31. března 1996    | 16. prosince 1997  | 3F17          |
| 149          | 21        | 22 Short Films About Springfield                                                    | Dvaadvacet krátkých filmů o Springfieldu                                                                                        | Jim Reardon          | Richard Appel, David S. Cohen, Jonathan Collier, Jennifer Crittendenová, Brent Forrester, Rachel Pulido, Steve Tompkins, Bill Oakley, Josh Weinstein, Matt Groening a Greg Daniels | 14. dubna 1996     | 27. ledna 1998     | 3F18          |
| 150          | 22        | Raging Abe Simpson and His Grumbling Grandson in "The Curse of the Flying Hellfish" | Zuřící dědeček a jeho reptající vnuk (ČT, Prima) Zuřící dědeček (Disney+)                                                       | Jeffrey Lynch        | Jonathan Collier | 28. dubna 1996     | 3. února 1998      | 3F19          |
| 151          | 23        | Much Apu About Nothing                                                              | Mnoho Apua pro nic | Susie Dietterová     | David S. Cohen | 5. května 1996     | 10. února 1998     | 3F20          |
| 152          | 24        | Homerpalooza                                                                        | Homerpalooza | Wesley Archer        | Brent Forrester | 19. května 1996    | 17. února 1998     | 3F21          |
| 153          | 25        | Summer of 4 Ft. 2                                                                   | Simpsonovi na prázdninách | Mark Kirkland        | Dan Greaney | 19. května 1996    | 7. října 1997      | 3F22          |

### Osmá řada (1996–1997)
| Č. v seriálu | Č. v řadě | Původní název                                                         | Český název                                                                           | Režie             | Scénář                                                                 | Premiéra v USA     | Premiéra v ČR      | Produkční kód |
| ------------ | --------- | --------------------------------------------------------------------- | ------------------------------------------------------------------------------------- | ----------------- | ---------------------------------------------------------------------- | ------------------ | ------------------ | ------------- |
| 154          | 1         | Treehouse of Horror VII                                               | Speciální čarodějnický díl                                                            | Mike B. Anderson  | Ken Keeler, Dan Greaney a David S. Cohen                               | 27. října 1996     | 1. prosince 1998   | 4F02          |
| 155          | 2         | You Only Move Twice                                                   | Dvojí stěhování                                                                       | Mike B. Anderson  | John Swartzwelder                                                      | 3. listopadu 1996  | 3. března 1998     | 3F23          |
| 156          | 3         | The Homer They Fall                                                   | Zuřící býk Homer                                                                      | Mark Kirkland     | Jonathan Collier                                                       | 10. listopadu 1996 | 8. prosince 1998   | 4F03          |
| 157          | 4         | Burns, Baby Burns                                                     | Burnsovy otcovské lapálie                                                             | Jim Reardon       | Ian Maxtone-Graham                                                     | 17. listopadu 1996 | 15. prosince 1998  | 4F05          |
| 158          | 5         | Bart After Dark                                                       | Bart po setmění                                                                       | Dominic Polcino   | Richard Appel                                                          | 24. listopadu 1996 | 22. prosince 1998  | 4F06          |
| 159          | 6         | A Milhouse Divided                                                    | Rozdělený Milhouse                                                                    | Steven Dean Moore | Steve Tompkins                                                         | 1. prosince 1996   | 29. prosince 1998  | 4F04          |
| 160          | 7         | Lisa's Date with Density                                              | Lízino rande s blbostí                                                                | Susie Dietterová  | Mike Scully                                                            | 15. prosince 1996  | 5. ledna 1999      | 4F01          |
| 161          | 8         | Hurricane Neddy                                                       | Hurikán Ned                                                                           | Bob Anderson      | Steve Young                                                            | 29. prosince 1996  | 12. ledna 1999     | 4F07          |
| 162          | 9         | El Viaje Misterioso de Nuestro Jomer (The Mysterious Voyage of Homer) | Homerova mystická cesta                                                               | Jim Reardon       | Ken Keeler                                                             | 5. ledna 1997      | 24. listopadu 1998 | 3F24          |
| 163          | 10        | The Springfield Files                                                 | Akta S                                                                                | Steven Dean Moore | Reid Harrison                                                          | 12. ledna 1997     | 26. ledna 1999     | 3G01          |
| 164          | 11        | The Twisted World of Marge Simpson                                    | Pokřivený svět Marge Simpsonové                                                       | Chuck Sheetz      | Jennifer Crittendenová                                                 | 19. ledna 1997     | 2. února 1999      | 4F08          |
| 165          | 12        | Mountain of Madness                                                   | Hora šílenství                                                                        | Mark Kirkland     | John Swartzwelder                                                      | 2. února 1997      | 9. února 1999      | 4F10          |
| 166          | 13        | Simpsoncalifragilisticexpiala(Annoyed Grunt)cious                     | Himlhergotdoneveterkrucajselement                                                     | Chuck Sheetz      | Al Jean a Mike Reiss                                                   | 7. února 1997      | 16. února 1999     | 3G03          |
| 167          | 14        | The Itchy & Scratchy & Poochie Show                                   | Představují se Itchy, Scratchy a Poochie                                              | Steven Dean Moore | David S. Cohen                                                         | 9. února 1997      | 23. února 1999     | 4F12          |
| 168          | 15        | Homer's Phobia                                                        | Homerova fobie                                                                        | Mike B. Anderson  | Ron Hauge                                                              | 16. února 1997     | 2. března 1999     | 4F11          |
| 169          | 16        | Brother from Another Series                                           | Bratr z jiného seriálu                                                                | Pete Michels      | Ken Keeler                                                             | 23. února 1997     | 9. března 1999     | 4F14          |
| 170          | 17        | My Sister, My Sitter                                                  | Má sestra, má chůva                                                                   | Jim Reardon       | Dan Greaney                                                            | 2. března 1997     | 16. března 1999    | 4F13          |
| 171          | 18        | Homer vs. The Eighteenth Amendment                                    | Homer versus 18. dodatek Ústavy                                                       | Bob Anderson      | John Swartzwelder                                                      | 16. března 1997    | 23. března 1999    | 4F15          |
| 172          | 19        | Grade School Confidential                                             | Důvěrnosti v základní škole                                                           | Susie Dietterová  | Rachel Pulido                                                          | 6. dubna 1997      | 30. března 1999    | 4F09          |
| 173          | 20        | The Canine Mutiny                                                     | Psí pozdvižení                                                                        | Dominic Polcino   | Ron Hauge                                                              | 13. dubna 1997     | 6. dubna 1999      | 4F16          |
| 174          | 21        | The Old Man and the Lisa                                              | Stařec a Líza                                                                         | Mark Kirkland     | John Swartzwelder                                                      | 20. dubna 1997     | 13. dubna 1999     | 4F17          |
| 175          | 22        | In Marge We Trust                                                     | V tebe věříme, ó Marge                                                                | Steven Dean Moore | Donick Cary                                                            | 27. dubna 1997     | 20. dubna 1999     | 4F18          |
| 176          | 23        | Homer's Enemy                                                         | Homerův nepřítel                                                                      | Jim Reardon       | John Swartzwelder                                                      | 4. května 1997     | 27. dubna 1999     | 4F19          |
| 177          | 24        | The Simpsons Spin-off Showcase                                        | Simpsonovi (ČT, Prima, Disney+) Filmy, v nichž si Simpsonovi zahráli (DVD Bontonfilm) | Neil Affleck      | námět: Ken Keeler scénář: David S. Cohen, Dan Greaney a Steve Tompkins | 11. května 1997    | 4. května 1999     | 4F20          |
| 178          | 25        | The Secret War of Lisa Simpson                                        | Tajná válka Lízy Simpsonové                                                           | Mike B. Anderson  | Richard Appel                                                          | 18. května 1997    | 19. ledna 1999     | 4F21          |

### Devátá řada (1997–1998)
| Č. v seriálu | Č. v řadě | Původní název                          | Český název                                        | Režie                | Scénář                                      | Premiéra v USA     | Premiéra v ČR      | Produkční kód |
| ------------ | --------- | -------------------------------------- | -------------------------------------------------- | -------------------- | ------------------------------------------- | ------------------ | ------------------ | ------------- |
| 179          | 1         | The City of New York vs. Homer Simpson | Město New York versus Homer Simpson                | Jim Reardon          | Ian Maxtone-Graham                          | 21. září 1997      | 26. října 1999     | 4F22          |
| 180          | 2         | The Principal and the Pauper           | Ředitel Skinner a seržant Skinner                  | Steven Dean Moore    | Ken Keeler                                  | 28. září 1997      | 2. listopadu 1999  | 4F23          |
| 181          | 3         | Lisa's Sax                             | Lízin saxofon                                      | Dominic Polcino      | Al Jean                                     | 19. října 1997     | 9. listopadu 1999  | 3G02          |
| 182          | 4         | Treehouse of Horror VIII               | Speciální čarodějnický díl                         | Mark Kirkland        | Mike Scully, David S. Cohen a Ned Goldreyer | 26. října 1997     | 16. listopadu 1999 | 5F02          |
| 183          | 5         | The Cartridge Family                   | Pistolníkova rodina                                | Pete Michels         | John Swartzwelder                           | 2. listopadu 1997  | 31. října 2000     | 5F01          |
| 184          | 6         | Bart Star                              | Bart hvězdou                                       | Dominic Polcino      | Donick Cary                                 | 9. listopadu 1997  | 30. listopadu 1999 | 5F03          |
| 185          | 7         | The Two Mrs. Nahasapeemapetilons       | Dvě paní Nahasapímapetilonové                      | Steven Dean Moore    | Richard Appel                               | 16. listopadu 1997 | 7. prosince 1999   | 5F04          |
| 186          | 8         | Lisa the Skeptic                       | Líza skeptik                                       | Neil Affleck         | David S. Cohen                              | 23. listopadu 1997 | 14. prosince 1999  | 5F05          |
| 187          | 9         | Realty Bites                           | Marge prodává nemovitosti                          | Swinton O. Scott III | Dan Greaney                                 | 7. prosince 1997   | 4. ledna 2000      | 5F06          |
| 188          | 10        | Miracle on Evergreen Terrace           | Zázrak na Evergreen Terrace                        | Bob Anderson         | Ron Hauge                                   | 21. prosince 1997  | 21. prosince 1999  | 5F07          |
| 189          | 11        | All Singing, All Dancing               | Všichni zpívají a tančí                            | Mark Kirkland        | Steve O'Donnell                             | 4. ledna 1998      | 11. ledna 2000     | 5F24          |
| 190          | 12        | Bart Carny                             | Bart Světský                                       | Mark Kirkland        | John Swartzwelder                           | 11. ledna 1998     | 18. ledna 2000     | 5F08          |
| 191          | 13        | The Joy of Sect                        | Radost ze sekty                                    | Steven Dean Moore    | Steve O'Donnell                             | 8. února 1998      | 25. ledna 2000     | 5F23          |
| 192          | 14        | Das Bus                                | Ponorkobus                                         | Pete Michels         | David S. Cohen                              | 15. února 1998     | 1. února 2000      | 5F11          |
| 193          | 15        | The Last Temptation of Krust           | Poslední pokušení Krustyho                         | Mike B. Anderson     | Donick Cary                                 | 22. února 1998     | 8. února 2000      | 5F10          |
| 194          | 16        | Dumbbell Indemnity                     | Jak napálit pojišťovnu                             | Dominic Polcino      | Ron Hauge                                   | 1. března 1998     | 14. března 2000    | 5F12          |
| 195          | 17        | Lisa the Simpson                       | Líza z rodu Simpsonů                               | Susie Dietterová     | Ned Goldreyer                               | 8. března 1998     | 15. února 2000     | 4F24          |
| 196          | 18        | This Little Wiggy                      | Hrátky s Ralphem                                   | Neil Affleck         | Dan Greaney                                 | 22. března 1998    | 22. února 2000     | 5F13          |
| 197          | 19        | Simpson Tide                           | Homer slouží vlasti                                | Milton Gray          | Joshua Sternin a Jennifer Ventimiliová      | 29. března 1998    | 29. února 2000     | 3G04          |
| 198          | 20        | The Trouble with Trillions             | Trable s triliony                                  | Swinton O. Scott III | Ian Maxtone-Graham                          | 5. dubna 1998      | 28. prosince 1999  | 5F14          |
| 199          | 21        | Girly Edition                          | Bart – televizní šoumen                            | Mark Kirkland        | Larry Doyle                                 | 19. dubna 1998     | 21. března 2000    | 5F15          |
| 200          | 22        | Trash of the Titans                    | Kam s odpadem? (ČT, Prima) Kam s odpadem (Disney+) | Jim Reardon          | Ian Maxtone-Graham                          | 26. dubna 1998     | 28. března 2000    | 5F09          |
| 201          | 23        | King of the Hill                       | Homer horolezcem                                   | Steven Dean Moore    | John Swartzwelder                           | 3. května 1998     | 4. dubna 2000      | 5F16          |
| 202          | 24        | Lost Our Lisa                          | Ztracená Líza                                      | Pete Michels         | Brian Scully                                | 10. května 1998    | 11. dubna 2000     | 5F17          |
| 203          | 25        | Natural Born Kissers                   | Rození líbači                                      | Klay Hall            | Matt Selman                                 | 17. května 1998    | 23. listopadu 1999 | 5F18          |

### Desátá řada (1998–1999)
| Č. v seriálu | Č. v řadě | Původní název                                | Český název                                                                    | Režie                          | Scénář                                               | Premiéra v USA     | Premiéra v ČR      | Produkční kód |
| ------------ | --------- | -------------------------------------------- | ------------------------------------------------------------------------------ | ------------------------------ | ---------------------------------------------------- | ------------------ | ------------------ | ------------- |
| 204          | 1         | Lard of the Dance                            | Školní večírek                                                                 | Dominic Polcino                | Jane O'Brien                                         | 23. srpna 1998     | 17. října 2000     | 5F20          |
| 205          | 2         | The Wizard of Evergreen Terrace              | Kouzelník z Evergreen Terrace                                                  | Mark Kirkland                  | John Swartzwelder                                    | 20. září 1998      | 24. října 2000     | 5F21          |
| 206          | 3         | Bart the Mother                              | Bart v úloze matky                                                             | Steven Dean Moore              | David S. Cohen                                       | 27. září 1998      | 14. listopadu 2000 | 5F22          |
| 207          | 4         | Treehouse of Horror IX                       | Speciální čarodějnický díl (ČT, Prima) Speciální čarodějnický díl IX (Disney+) | Steven Dean Moore              | Donick Cary, Larry Doyle a David S. Cohen            | 25. října 1998     | 18. dubna 2000     | AABF01        |
| 208          | 5         | When You Dish Upon a Star                    | Dojezdy pro hvězdy                                                             | Pete Michels                   | Richard Appel                                        | 8. listopadu 1998  | 7. listopadu 2000  | 5F19          |
| 209          | 6         | D'oh-in' in the Wind                         | Šťastná doba hippies                                                           | Mark Kirkland a Matthew Nastuk | Donick Cary                                          | 15. listopadu 1998 | 21. listopadu 2000 | AABF02        |
| 210          | 7         | Lisa Gets an 'A'                             | Líza má jedničku                                                               | Bob Anderson                   | Ian Maxtone-Graham                                   | 22. listopadu 1998 | 28. listopadu 2000 | AABF03        |
| 211          | 8         | Homer Simpson in: 'Kidney Trouble'           | Homer Simpson a ledvina                                                        | Mike B. Anderson               | John Swartzwelder                                    | 6. prosince 1998   | 5. prosince 2000   | AABF04        |
| 212          | 9         | Mayored to the Mob                           | Střet s mafií                                                                  | Swinton O. Scott III           | Ron Hauge                                            | 20. prosince 1998  | 12. prosince 2000  | AABF05        |
| 213          | 10        | Viva Ned Flanders                            | Ať žije Flanders                                                               | Neil Affleck                   | David M. Stern                                       | 10. ledna 1999     | 19. prosince 2000  | AABF06        |
| 214          | 11        | Wild Barts Can't Be Broken                   | Bart se nevzdává                                                               | Mark Ervin                     | Larry Doyle                                          | 17. ledna 1999     | 9. ledna 2001      | AABF07        |
| 215          | 12        | Sunday, Cruddy Sunday                        | Sportovní neděle                                                               | Steven Dean Moore              | Tom Martin, George Meyer, Brian Scully a Mike Scully | 31. ledna 1999     | 16. ledna 2001     | AABF08        |
| 216          | 13        | Homer to the Max                             | Homer – Maxi Obr (ČT) Homer – Maxi obr (Prima, Disney+)                        | Pete Michels                   | John Swartzwelder                                    | 7. února 1999      | 23. ledna 2001     | AABF09        |
| 217          | 14        | I'm with Cupid                               | Mor na Amora                                                                   | Bob Anderson                   | Dan Greaney                                          | 14. února 1999     | 6. února 2001      | AABF11        |
| 218          | 15        | Marge Simpson in: 'Screaming Yellow Honkers' | Marge – královna silnic                                                        | Mark Kirkland                  | David M. Stern                                       | 21. února 1999     | 30. ledna 2001     | AABF10        |
| 219          | 16        | Make Room for Lisa                           | Dejte Líze pokoj                                                               | Matthew Nastuk                 | Brian Scully                                         | 28. února 1999     | 13. února 2001     | AABF12        |
| 220          | 17        | Maximum Homerdrive                           | Na plnej plyn                                                                  | Swinton O. Scott III           | John Swartzwelder                                    | 28. března 1999    | 20. února 2001     | AABF13        |
| 221          | 18        | Simpsons Bible Stories                       | Simpsonovské biblické příběhy                                                  | Nancy Kruseová                 | Tim Long, Larry Doyle a Matt Selman                  | 4. dubna 1999      | 27. února 2001     | AABF14        |
| 222          | 19        | Mom and Pop Art                              | Outsider-art                                                                   | Steven Dean Moore              | Al Jean                                              | 11. dubna 1999     | 6. března 2001     | AABF15        |
| 223          | 20        | The Old Man and The 'C' Student              | Stařec a moře průšvihů                                                         | Mark Kirkland                  | Julie Thackerová                                     | 25. dubna 1999     | 13. března 2001    | AABF16        |
| 224          | 21        | Monty Can't Buy Me Love                      | Za peníze si Monty lásku nekoupí                                               | Mark Ervin                     | John Swartzwelder                                    | 2. května 1999     | 20. března 2001    | AABF17        |
| 225          | 22        | They Saved Lisa's Brain                      | Asociace Mensy zachraňuje Lízu                                                 | Pete Michels                   | Matt Selman                                          | 9. května 1999     | 27. března 2001    | AABF18        |
| 226          | 23        | Thirty Minutes Over Tokyo                    | Třicet minut v Tokiu                                                           | Jim Reardon                    | Donick Cary a Dan Greaney                            | 16. května 1999    | 3. dubna 2001      | AABF20        |

### Jedenáctá řada (1999–2000)
| Č. v seriálu | Č. v řadě | Původní název                          | Český název                                                                                          | Režie             | Scénář                                                    | Premiéra v USA     | Premiéra v ČR      | Produkční kód |
| ------------ | --------- | -------------------------------------- | --- | ----------------- | --------------------------------------------------------- | ------------------ | ------------------ | ------------- |
| 227          | 1         | Beyond Blunderdome                     | Cáklý Max jedna (ČT, Prima) Simpsonovi v Hollywoodu (Disney+)                                        | Steven Dean Moore | Mike Scully                                               | 26. září 1999      | 9. října 2001      | AABF23        |
| 228          | 2         | Brother's Little Helper                | Bartovo napravení (ČT, Prima) Vedlejší účinky (Disney+)                                              | Mark Kirkland     | George Meyer                                              | 3. října 1999      | 16. října 2001     | AABF22        |
| 229          | 3         | Guess Who's Coming to Criticize Dinner | Hádejte, kdo kritizuje (ČT, Prima) Hádej, kdo přijde kritizovat večeři (Disney+)                     | Nancy Kruseová    | Al Jean                                                   | 24. října 1999     | 23. října 2001     | AABF21        |
| 230          | 4         | Treehouse of Horror X                  | Speciální čarodějnický díl (ČT, Prima) Speciální čarodějnický díl X (Disney+)                        | Pete Michels      | 1. část: Donick Cary 2. část: Tim Long 3. část: Ron Hauge | 31. října 1999     | 30. října 2001     | BABF01        |
| 231          | 5         | E-I-E-I-(Annoyed Grunt)                | Fujtajbl (ČT, Prima) Naštvaný bručoun (Disney+)                                                      | Bob Anderson      | Ian Maxtone-Graham                                        | 7. listopadu 1999  | 6. listopadu 2001  | AABF19        |
| 232          | 6         | Hello Gutter, Hello Fadder             | Všechna sláva, polní tráva (ČT) Všechna sláva polní tráva (Prima) Marná sláva, polní tráva (Disney+) | Mike B. Anderson  | Al Jean                                                   | 14. listopadu 1999 | 13. listopadu 2001 | BABF02        |
| 233          | 7         | Eight Misbehavin'                      | Osm raubířů (ČT, Prima) Osm rošťáků (Disney+)                                                        | Steven Dean Moore | Matt Selman                                               | 21. listopadu 1999 | 20. listopadu 2001 | BABF03        |
| 234          | 8         | Take My Wife, Sleaze                   | Marge jako rukojmí (ČT, Prima) Vezmi si mou ženu, slizoune (Disney+)                                 | Neil Affleck      | John Swartzwelder                                         | 28. listopadu 1999 | 27. listopadu 2001 | BABF05        |
| 235          | 9         | Grift of the Magi                      | Hračka snů (ČT, Prima) Podfuk kouzelníků (Disney+)                                                   | Matthew Nastuk    | Tom Martin                                                | 19. prosince 1999  | 4. prosince 2001   | BABF07        |
| 236          | 10        | Little Big Mom                         | Malá velká máma                                                                                      | Mark Kirkland     | Carolyn Omineová                                          | 9. ledna 2000      | 11. prosince 2001  | BABF04        |
| 237          | 11        | Faith Off                              | Jak Barta osvítil Bůh (ČT, Prima) Léčitel (Disney+)                                                  | Nancy Kruseová    | Frank Mula                                                | 16. ledna 2000     | 18. prosince 2001  | BABF06        |
| 238          | 12        | The Mansion Family                     | Panská rodina                                                                                        | Michael Polcino   | John Swartzwelder                                         | 23. ledna 2000     | 8. ledna 2002      | BABF08        |
| 239          | 13        | Saddlesore Galactica                   | Bart v sedle (ČT, Prima) Dostihový kůň (Disney+)                                                     | Lance Kramer      | Tim Long                                                  | 6. února 2000      | 15. ledna 2002     | BABF09        |
| 240          | 14        | Alone Again, Natura-diddily            | Kdo ví, kdo ovdoví? (ČT, Prima) Opět sám, hidily-ho (Disney+)                                        | Jim Reardon       | Ian Maxtone-Graham                                        | 13. února 2000     | 22. ledna 2002     | BABF11        |
| 241          | 15        | Missionary: Impossible                 | Nemožný misionář                                                                                     | Steven Dean Moore | Ron Hauge                                                 | 20. února 2000     | 29. ledna 2002     | BABF10        |
| 242          | 16        | Pygmoelian                             | Plastický Vočko (ČT, Prima) Krasavec Vočko (Disney+)                                                 | Mark Kirkland     | Larry Doyle                                               | 27. února 2000     | 5. února 2002      | BABF12        |
| 243          | 17        | Bart to the Future                     | Nebárt se budoucnosti (ČT, Prima) Bart v budoucnosti (Disney+)                                       | Michael Marcantel | Dan Greaney                                               | 19. března 2000    | 12. února 2002     | BABF13        |
| 244          | 18        | Days of Wine and D'oh'ses              | Čas vína a bědování (ČT, Prima) Čas střízlivění (Disney+)                                            | Neil Affleck      | Deb Lacustová a Dan Castellaneta                          | 9. dubna 2000      | 19. února 2002     | BABF14        |
| 245          | 19        | Kill the Alligator and Run             | Zabij krokodýla a uteč (ČT, Prima) Zabij krokodýla a prchni (Disney+)                                | Jen Kamermanová   | John Swartzwelder                                         | 30. dubna 2000     | 26. února 2002     | BABF16        |
| 246          | 20        | Last Tap Dance in Springfield          | Poslední step ve Springfieldu                                                                        | Nancy Kruseová    | Julie Thackerová                                          | 7. května 2000     | 5. března 2002     | BABF15        |
| 247          | 21        | It's a Mad, Mad, Mad, Mad Marge        | Šílená a ještě šílenější Marge (ČT, Prima) Velmi, ale velmi šílená Marge (Disney+)                   | Steven Dean Moore | Larry Doyle                                               | 14. května 2000    | 12. března 2002    | BABF18        |
| 248          | 22        | Behind the Laughter                    | Cena smíchu (ČT, Prima) Pod rouškou smíchu (Disney+)                                                 | Mark Kirkland     | Tim Long, George Meyer, Mike Scully a Matt Selman         | 21. května 2000    | 19. března 2002    | BABF19        |

### Dvanáctá řada (2000–2001)
| Č. v seriálu | Č. v řadě | Původní název                  | Český název                                                                     | Režie               | Scénář                                                                          | Premiéra v USA     | Premiéra v ČR      | Produkční kód |
| ------------ | --------- | ------------------------------ | ------------------------------------------------------------------------------- | ------------------- | ------------------------------------------------------------------------------- | ------------------ | ------------------ | ------------- |
| 249          | 1         | Treehouse of Horror XI         | Speciální čarodějnický díl (ČT, Prima) Speciální čarodějnický díl XI. (Disney+) | Matthew Nastuk      | 1. část: Rob LaZebnik 2. část: John Frink a Don Payne 3. část: Carolyn Omineová | 1. listopadu 2000  | 21. ledna 2003     | BABF21        |
| 250          | 2         | A Tale of Two Springfields     | Příběh dvou Springfieldů                                                        | Shaun Cashman       | John Swartzwelder                                                               | 5. listopadu 2000  | 28. ledna 2003     | BABF20        |
| 251          | 3         | Insane Clown Poppy             | Napravení šíleného klauna (ČT, Prima) Otcovská láska (Disney+)                  | Bob Anderson        | John Frink a Don Payne                                                          | 12. listopadu 2000 | 4. února 2003      | BABF17        |
| 252          | 4         | Lisa the Tree Hugger           | Líza na větvi (ČT, Prima) Líza aktivistkou (Disney+)                            | Steven Dean Moore   | Matt Selman                                                                     | 19. listopadu 2000 | 3. září 2002       | CABF01        |
| 253          | 5         | Homer vs. Dignity              | Homer versus důstojnost                                                         | Neil Affleck        | Rob LaZebnik                                                                    | 26. listopadu 2000 | 10. září 2002      | CABF04        |
| 254          | 6         | The Computer Wore Menace Shoes | Muž, který věděl příliš mnoho (ČT, Prima) Homer bloguje (Disney+)               | Mark Kirkland       | John Swartzwelder                                                               | 3. prosince 2000   | 17. září 2002      | CABF02        |
| 255          | 7         | The Great Money Caper          | Podfuk za všechny prachy (ČT, Prima) Velký peněžní podvod (Disney+)             | Michael Polcino     | Carolyn Omineová                                                                | 10. prosince 2000  | 24. září 2002      | CABF03        |
| 256          | 8         | Skinner's Sense of Snow        | Skinnerova zkouška sněhem (ČT, Prima) Skinnerův smysl pro sních (Disney+)       | Lance Kramer        | Tim Long                                                                        | 17. prosince 2000  | 1. října 2002      | CABF06        |
| 257          | 9         | HOMЯ                           | Homr                                                                            | Mike B. Anderson    | Al Jean                                                                         | 7. ledna 2001      | 11. února 2003     | BABF22        |
| 258          | 10        | Pokey Mom                      | Marge a mukl (ČT, Prima) Marge a trestanec (Disney+)                            | Bob Anderson        | Tom Martin                                                                      | 14. ledna 2001     | 8. října 2002      | CABF05        |
| 259          | 11        | Worst Episode Ever             | Náhlá srdeční příhoda (ČT, Prima) Nejhorší díl (Disney+)                        | Matthew Nastuk      | Larry Doyle                                                                     | 4. února 2001      | 15. října 2002     | CABF08        |
| 260          | 12        | Tennis the Menace              | Bratrovražedný tenis (ČT, Prima) Tenisová hrozba (Disney+)                      | Jen Kamermanová     | Ian Maxtone-Graham                                                              | 11. února 2001     | 22. října 2002     | CABF07        |
| 261          | 13        | Day of the Jackanapes          | Den spratka (ČT, Prima) Den pomsty (Disney+)                                    | Michael Marcantel   | Al Jean                                                                         | 18. února 2001     | 29. října 2002     | CABF10        |
| 262          | 14        | New Kids on the Blecch         | Nová chlapecká kapela                                                           | Steven Dean Moore   | Tim Long                                                                        | 25. února 2001     | 5. listopadu 2002  | CABF12        |
| 263          | 15        | Hungry, Hungry Homer           | Homer drží hladovku                                                             | Nancy Kruseová      | John Swartzwelder                                                               | 4. března 2001     | 12. listopadu 2002 | CABF09        |
| 264          | 16        | Bye, Bye, Nerdie               | Konec šikany ve Springfieldu (ČT, Prima) Sbohem a šáteček (Disney+)             | Lauren MacMullanová | John Frink a Don Payne                                                          | 11. března 2001    | 19. listopadu 2002 | CABF11        |
| 265          | 17        | Simpson Safari                 | Simpsonovi v Africe (ČT, Prima) Simpsonovi na safari (Disney+)                  | Mark Kirkland       | John Swartzwelder                                                               | 1. dubna 2001      | 26. listopadu 2002 | CABF13        |
| 266          | 18        | Trilogy of Error               | Trilogie omylů                                                                  | Mike B. Anderson    | Matt Selman                                                                     | 29. dubna 2001     | 10. prosince 2002  | CABF14        |
| 267          | 19        | I'm Goin' to Praiseland        | Vzhůru do Svatoparku! (ČT, Prima) Maudelandia (Disney+)                         | Chuck Sheetz        | Julie Thackerová                                                                | 6. května 2001     | 17. prosince 2002  | CABF15        |
| 268          | 20        | Children of a Lesser Clod      | Homerem zapomenuté děti (ČT, Prima) Homerova školka (Disney+)                   | Mike Polcino        | Al Jean                                                                         | 13. května 2001    | 7. ledna 2003      | CABF16        |
| 269          | 21        | Simpsons Tall Tales            | Tulácké báchorky (ČT, Prima) Báchorky (Disney+)                                 | Bob Anderson        | 1. část: John Frink a Don Payne 2. část: Bob Bendetson 3. část: Matt Selman     | 20. května 2001    | 14. ledna 2003     | CABF17        |

### Třináctá řada (2001–2002)
| Č. v seriálu | Č. v řadě | Původní název                 | Český název                  | Režie               | Scénář                                                                           | Premiéra v USA     | Premiéra v ČR      | Produkční kód |
| ------------ | --------- | ----------------------------- | ---------------------------- | ------------------- | -------------------------------------------------------------------------------- | ------------------ | ------------------ | ------------- |
| 270          | 1         | Treehouse of Horror XII       | Speciální čarodějnický díl   | Jim Reardon         | 1. část: Joel H. Cohen 2. část: John Frink a Don Payne 3. část: Carolyn Omineová | 6. listopadu 2001  | 15. července 2003  | CABF19        |
| 271          | 2         | The Parent Rap                | Rodičovské pouto             | Mark Kirkland       | George Meyer a Mike Scully                                                       | 11. listopadu 2001 | 22. července 2003  | CABF22        |
| 272          | 3         | Homer the Moe                 | Homer barmanem               | Jen Kamermanová     | Dana Gould                                                                       | 18. listopadu 2001 | 29. července 2003  | CABF20        |
| 273          | 4         | A Hunka Hunka Burns in Love   | Zamilovaný Burns             | Lance Kramer        | John Swartzwelder                                                                | 2. prosince 2001   | 5. srpna 2003      | CABF18        |
| 274          | 5         | The Blunder Years             | Telecí léta                  | Steven Dean Moore   | Ian Maxtone-Graham                                                               | 9. prosince 2001   | 12. srpna 2003     | CABF21        |
| 275          | 6         | She of Little Faith           | Malověrná Líza               | Steven Dean Moore   | Bill Freiberger                                                                  | 16. prosince 2001  | 19. srpna 2003     | DABF02        |
| 276          | 7         | Brawl in the Family           | Rozkol v rodině              | Matthew Nastuk      | Joel H. Cohen                                                                    | 6. ledna 2002      | 26. srpna 2003     | DABF01        |
| 277          | 8         | Sweets and Sour Marge         | Sladkosti a zahořklá Marge   | Mark Kirkland       | Carolyn Omineová                                                                 | 20. ledna 2002     | 2. září 2003       | DABF03        |
| 278          | 9         | Jaws Wired Shut               | Sdrátovaná čelist            | Nancy Kruseová      | Matt Selman                                                                      | 27. ledna 2002     | 9. září 2003       | DABF05        |
| 279          | 10        | Half-Decent Proposal          | Napůl slušný návrh           | Lauren MacMullanová | Tim Long                                                                         | 10. února 2002     | 16. září 2003      | DABF04        |
| 280          | 11        | The Bart Wants What It Wants  | Srdci neporučíš              | Michael Polcino     | John Frink a Don Payne                                                           | 17. února 2002     | 23. září 2003      | DABF06        |
| 281          | 12        | The Lastest Gun in the West   | Poslední pistolník na Západě | Bob Anderson        | John Swartzwelder                                                                | 24. února 2002     | 30. září 2003      | DABF07        |
| 282          | 13        | The Old Man and the Key       | Stařec a hoře                | Lance Kramer        | Jon Vitti                                                                        | 10. března 2002    | 7. října 2003      | DABF09        |
| 283          | 14        | Tales from the Public Domain  | Příběhy z nevrácené knihy    | Mike B. Anderson    | 1. část: Andrew Kreisberg 2. část: Josh Lieb 3. část: Matt Warburton             | 17. března 2002    | 21. října 2003     | DABF08        |
| 284          | 15        | Blame It on Lisa              | Může za to Líza              | Steven Dean Moore   | Bob Bendetson                                                                    | 31. března 2002    | 4. listopadu 2003  | DABF10        |
| 285          | 16        | Weekend at Burnsie's          | Homerova zelená medicínka    | Michael Marcantel   | Jon Vitti                                                                        | 7. dubna 2002      | 11. listopadu 2003 | DABF11        |
| 286          | 17        | Gump Roast                    | Na pranýři                   | Mark Kirkland       | Deb Lacustová a Dan Castellaneta                                                 | 21. dubna 2002     | 18. listopadu 2003 | DABF12        |
| 287          | 18        | I Am Furious (Yellow)         | Jsem cholerik, ale léčím se  | Chuck Sheetz        | John Swartzwelder                                                                | 28. dubna 2002     | 25. listopadu 2003 | DABF13        |
| 288          | 19        | The Sweetest Apu              | Záletník Apu                 | Matthew Nastuk      | John Swartzwelder                                                                | 5. května 2002     | 2. prosince 2003   | DABF14        |
| 289          | 20        | Little Girl in the Big Ten    | Malá vysokoškolačka          | Lauren MacMullanová | Jon Vitti                                                                        | 12. května 2002    | 16. prosince 2003  | DABF15        |
| 290          | 21        | The Frying Game               | Křeslo pro Homera            | Michael Polcino     | John Swartzwelder                                                                | 19. května 2002    | 23. prosince 2003  | DABF16        |
| 291          | 22        | Poppa's Got a Brand New Badge | S Homerem přijde zákon       | Pete Michels        | Dana Gould                                                                       | 22. května 2002    | 30. prosince 2003  | DABF17        |

### Čtrnáctá řada (2002–2003)
| Č. v seriálu | Č. v řadě | Původní název                     | Český název                      | Režie               | Scénář                                                            | Premiéra v USA     | Premiéra v ČR      | Produkční kód |
| ------------ | --------- | --------------------------------- | -------------------------------- | ------------------- | ----------------------------------------------------------------- | ------------------ | ------------------ | ------------- |
| 292          | 1         | Treehouse of Horror XIII          | Speciální čarodějnický díl       | David Silverman     | 1. část: Marc Wilmore 2. část: Brian Kelley 3. část: Kevin Curran | 3. listopadu 2002  | 7. září 2004       | DABF19        |
| 293          | 2         | How I Spent My Strummer Vacation  | Homerova rock'n'rollová brnkačka | Mike B. Anderson    | Mike Scully                                                       | 10. listopadu 2002 | 14. září 2004      | DABF22        |
| 294          | 3         | Bart vs. Lisa vs. the Third Grade | Bart versus Líza versus 3. A     | Steven Dean Moore   | Tim Long                                                          | 17. listopadu 2002 | 21. září 2004      | DABF20        |
| 295          | 4         | Large Marge                       | Veliká Marge                     | Jim Reardon         | Ian Maxtone-Graham                                                | 24. listopadu 2002 | 28. září 2004      | DABF18        |
| 296          | 5         | Helter Shelter                    | Zkáza domu Simpsonů              | Mark Kirkland       | Brian Pollack a Mert Rich                                         | 1. prosince 2002   | 5. října 2004      | DABF21        |
| 297          | 6         | The Great Louse Detective         | Kdo chce zabít Homera?           | Steven Dean Moore   | John Frink a Don Payne                                            | 15. prosince 2002  | 12. října 2004     | EABF01        |
| 298          | 7         | Special Edna                      | Úča roku                         | Bob Anderson        | Dennis Snee                                                       | 5. ledna 2003      | 19. října 2004     | EABF02        |
| 299          | 8         | The Dad Who Knew Too Little       | Výchova dívek v Americe          | Mark Kirkland       | Matt Selman                                                       | 12. ledna 2003     | 26. října 2004     | EABF03        |
| 300          | 9         | The Strong Arms of the Ma         | Namakaná máma                    | Pete Michels        | Carolyn Omineová                                                  | 2. února 2003      | 2. listopadu 2004  | EABF04        |
| 301          | 10        | Pray Anything                     | Chrám páně Simpsonův             | Michael Polcino     | Sam O'Neal a Neal Boushell                                        | 9. února 2003      | 9. listopadu 2004  | EABF06        |
| 302          | 11        | Barting Over                      | Bart na volné noze               | Matthew Nastuk      | Andrew Kreisberg                                                  | 16. února 2003     | 16. listopadu 2004 | EABF05        |
| 303          | 12        | I'm Spelling As Fast As I Can     | Speluji, jak nejrychleji dovedu  | Nancy Kruseová      | Kevin Curran                                                      | 16. února 2003     | 23. listopadu 2004 | EABF07        |
| 304          | 13        | A Star Is Born-Again              | Kráska a soused                  | Michael Marcantel   | Brian Kelley                                                      | 2. března 2003     | 30. listopadu 2004 | EABF08        |
| 305          | 14        | Mr. Spritz Goes to Washington     | Šáša míří do Washingtonu         | Lance Kramer        | John Swartzwelder                                                 | 9. března 2003     | 7. prosince 2004   | EABF09        |
| 306          | 15        | C.E.D'oh                          | Ředitel XXL                      | Mike B. Anderson    | Dana Gould                                                        | 16. března 2003    | 14. prosince 2004  | EABF10        |
| 307          | 16        | 'Scuse Me While I Miss the Sky    | Vraťte mi hvězdnou oblohu        | Steven Dean Moore   | Dan Greaney a Allen Glazier                                       | 30. března 2003    | 21. prosince 2004  | EABF11        |
| 308          | 17        | Three Gays of the Condo           | Čtyřprocentní trojka             | Mark Kirkland       | Matt Warburton                                                    | 13. dubna 2003     | 28. prosince 2004  | EABF12        |
| 309          | 18        | Dude, Where's My Ranch?           | Cesta z maloměsta                | Chris Clements      | Ian Maxtone-Graham                                                | 27. dubna 2003     | 4. ledna 2005      | EABF13        |
| 310          | 19        | Old Yeller-Belly                  | Starý zbabělec                   | Bob Anderson        | John Frink a Don Payne                                            | 4. května 2003     | 11. ledna 2005     | EABF14        |
| 311          | 20        | Brake My Wife, Please             | Zabrzděte moji ženu              | Pete Michels        | Tim Long                                                          | 11. května 2003    | 18. ledna 2005     | EABF15        |
| 312          | 21        | The Bart of War                   | Bartova válka                    | Michael Polcino     | Marc Wilmore                                                      | 18. května 2003    | 25. ledna 2005     | EABF16        |
| 313          | 22        | Moe Baby Blues                    | Vočko pečuje o malou             | Lauren MacMullanová | J. Stewart Burns                                                  | 18. května 2003    | 1. února 2005      | EABF17        |

### Patnáctá řada (2003–2004)
| Č. v seriálu | Č. v řadě | Původní název                                                    | Český název | Režie               | Scénář                           | Premiéra v USA     | Premiéra v ČR      | Produkční kód |
| ------------ | --------- | ---------------------------------------------------------------- | --- | ------------------- | -------------------------------- | ------------------ | ------------------ | ------------- |
| 314          | 1         | Treehouse of Horror XIV                                          | Speciální čarodějnický díl | Steven Dean Moore   | John Swartzwelder                | 2. listopadu 2003  | 9. září 2006       | EABF21        |
| 315          | 2         | My Mother the Carjacker                                          | Návrat nezdárné matky | Nancy Kruseová      | Michael Price                    | 9. listopadu 2003  | 16. září 2006      | EABF18        |
| 316          | 3         | The President Wore Pearls                                        | Předsedkyně pro parádu | Mike B. Anderson    | Dana Gould                       | 16. listopadu 2003 | 23. září 2006      | EABF20        |
| 317          | 4         | The Regina Monologues                                            | Obtěžoval jsem anglickou královnu | Mark Kirkland       | John Swartzwelder                | 23. listopadu 2003 | 30. září 2006      | EABF22        |
| 318          | 5         | The Fat and the Furriest                                         | Rychle a srstnatě | Matthew Nastuk      | Joel H. Cohen                    | 30. listopadu 2003 | 7. října 2006      | EABF19        |
| 319          | 6         | Today I Am a Clown                                               | Krustyho zkouška z dospělosti | Nancy Kruseová      | Joel H. Cohen                    | 7. prosince 2003   | 14. října 2006     | FABF01        |
| 320          | 7         | 'Tis the Fifteenth Season                                        | Patnácté Vánoce u Simpsonů | Steven Dean Moore   | Michael Price                    | 14. prosince 2003  | 21. října 2006     | FABF02        |
| 321          | 8         | Marge vs. Singles, Seniors, Childless Couples and Teens and Gays | Marge versus Svobodní, důchodci, bezdětné páry, mládež a gayové (ČT, Disney+) Marge versus svobodní, důchodci, bezdětné páry, náctiletí a gayové (Prima) | Bob Anderson        | Jon Vitti                        | 4. ledna 2004      | 28. října 2006     | FABF03        |
| 322          | 9         | I, (Annoyed Grunt)-bot                                           | Já, robot | Lauren MacMullanová | Dan Greaney a Allen Glazier      | 11. ledna 2004     | 4. listopadu 2006  | FABF04        |
| 323          | 10        | Diatribe of a Mad Housewife                                      | Tiráda americké hospodyňky | Mark Kirkland       | Robin J. Stein                   | 25. ledna 2004     | 11. listopadu 2006 | FABF05        |
| 324          | 11        | Margical History Tour                                            | Toulky historií s Marge | Mike B. Anderson    | Brian Kelley                     | 8. února 2004      | 18. listopadu 2006 | FABF06        |
| 325          | 12        | Milhouse Doesn't Live Here Anymore                               | Milhouse tu už nebydlí | Matthew Nastuk      | Julie Chambers a David Chambers  | 15. února 2004     | 25. listopadu 2006 | FABF07        |
| 326          | 13        | Smart & Smarter                                                  | Chytrý a chytřejší | Steven Dean Moore   | Carolyn Omineová                 | 22. února 2004     | 2. prosince 2006   | FABF09        |
| 327          | 14        | The Ziff Who Came to Dinner                                      | Hádej, kdo přijde na večeři | Nancy Kruseová      | Deb Lacustová a Dan Castellaneta | 14. března 2004    | 9. prosince 2006   | FABF08        |
| 328          | 15        | Co-Dependents' Day                                               | Den pro závislosti | Bob Anderson        | Matt Warburton                   | 21. března 2004    | 16. prosince 2006  | FABF10        |
| 329          | 16        | The Wandering Juvie                                              | Basa tvrdí charakter | Lauren MacMullanová | John Frink a Don Payne           | 28. března 2004    | 23. prosince 2006  | FABF11        |
| 330          | 17        | My Big Fat Geek Wedding                                          | Nevěsta na úprku | Mark Kirkland       | Kevin Curran                     | 18. dubna 2004     | 30. prosince 2006  | FABF12        |
| 331          | 18        | Catch 'Em If You Can                                             | Chyť je, když to dokážeš | Matthew Nastuk      | Ian Maxtone-Graham               | 25. dubna 2004     | 7. ledna 2007      | FABF14        |
| 332          | 19        | Simple Simpson                                                   | Super Simpson | Jim Reardon         | Jon Vitti                        | 2. května 2004     | 14. ledna 2007     | FABF15        |
| 333          | 20        | The Way We Weren't                                               | Takoví jsme nebyli | Mike B. Anderson    | J. Stewart Burns                 | 9. května 2004     | 28. ledna 2007     | FABF13        |
| 334          | 21        | Bart-Mangled Banner                                              | Nepřátelé státu | Steven Dean Moore   | John Frink                       | 16. května 2004    | 4. února 2007      | FABF17        |
| 335          | 22        | Fraudcast News                                                   | Válka s molochem | Bob Anderson        | Don Payne                        | 23. května 2004    | 18. února 2007     | FABF18        |

### Šestnáctá řada (2004–2005)
| Č. v seriálu | Č. v řadě | Původní název                               | Český název                                                     | Režie               | Scénář             | Premiéra v USA     | Premiéra v ČR      | Produkční kód |
| ------------ | --------- | ------------------------------------------- | --------------------------------------------------------------- | ------------------- | ------------------ | ------------------ | ------------------ | ------------- |
| 336          | 1         | Treehouse of Horror XV                      | Speciální čarodějnický díl                                      | David Silverman     | Bill Odenkirk      | 7. listopadu 2004  | 25. února 2007     | FABF23        |
| 337          | 2         | All's Fair in Oven War                      | Ve válce sporáků je vše dovoleno                                | Mark Kirkland       | Matt Selman        | 14. listopadu 2004 | 18. března 2007    | FABF20        |
| 338          | 3         | Sleeping with the Enemy                     | Noci s nepřítelem                                               | Lauren MacMullanová | Jon Vitti          | 21. listopadu 2004 | 15. dubna 2007     | FABF19        |
| 339          | 4         | She Used to Be My Girl                      | Kamarádky na život a na smrt                                    | Matthew Nastuk      | Tim Long           | 5. prosince 2004   | 22. dubna 2007     | FABF22        |
| 340          | 5         | Fat Man and Little Boy                      | Komiksák a Chlapeček (ČT) Komiksák a chlapeček (Prima, Disney+) | Mike B. Anderson    | Joel H. Cohen      | 12. prosince 2004  | 20. května 2007    | FABF21        |
| 341          | 6         | Midnight Rx                                 | Poslední recept                                                 | Nancy Kruseová      | Marc Wilmore       | 16. ledna 2005     | 27. května 2007    | FABF16        |
| 342          | 7         | Mommie Beerest                              | Drahé pivínko                                                   | Mark Kirkland       | Michael Price      | 30. ledna 2005     | 3. června 2007     | GABF01        |
| 343          | 8         | Homer and Ned's Hail Mary Pass              | Homerův a Nedův poslední výkop                                  | Steven Dean Moore   | Tim Long           | 6. února 2005      | 10. června 2007    | GABF02        |
| 344          | 9         | Pranksta Rap                                | Rošťácký rap                                                    | Mike B. Anderson    | Matt Selman        | 13. února 2005     | 17. června 2007    | GABF03        |
| 345          | 10        | There's Something About Marrying            | Svatby podle Homera                                             | Nancy Kruseová      | J. Stewart Burns   | 20. února 2005     | 24. června 2007    | GABF04        |
| 346          | 11        | On a Clear Day I Can't See My Sister        | Za jasného dne neuvidím svou sestru                             | Bob Anderson        | Jeff Westbrook     | 6. března 2005     | 1. července 2007   | GABF05        |
| 347          | 12        | Goo Goo Gai Pan                             | Čínskej nášup                                                   | Lance Kramer        | Lawrence Talbot    | 13. března 2005    | 9. září 2007       | GABF06        |
| 348          | 13        | Mobile Homer                                | Mobilní Homer                                                   | Raymond S. Persi    | Tim Long           | 20. března 2005    | 16. září 2007      | GABF07        |
| 349          | 14        | The Seven-Beer Snitch                       | Vypráskaný práskač                                              | Matthew Nastuk      | Bill Odenkirk      | 3. dubna 2005      | 30. září 2007      | GABF08        |
| 350          | 15        | Future-Drama                                | Futu-drama                                                      | Mike B. Anderson    | Matt Selman        | 17. dubna 2005     | 7. října 2007      | GABF12        |
| 351          | 16        | Don't Fear the Roofer                       | Kdo se bojí pokrývače?                                          | Mark Kirkland       | Kevin Curran       | 1. května 2005     | 14. října 2007     | GABF10        |
| 352          | 17        | The Heartbroke Kid                          | Požírač srdcí                                                   | Steven Dean Moore   | Ian Maxtone-Graham | 1. května 2005     | 21. října 2007     | GABF11        |
| 353          | 18        | A Star Is Torn                              | Springfield hledá ministar                                      | Nancy Kruseová      | Carolyn Omineová   | 8. května 2005     | 28. října 2007     | GABF13        |
| 354          | 19        | Thank God It's Doomsday                     | Díkybohu je den zkázy                                           | Michael Marcantel   | Don Payne          | 8. května 2005     | 4. listopadu 2007  | GABF14        |
| 355          | 20        | Home Away from Homer                        | Domov daleko od Homera                                          | Bob Anderson        | Joel H. Cohen      | 15. května 2005    | 11. listopadu 2007 | GABF15        |
| 356          | 21        | The Father, the Son and the Holy Guest Star | Otec, syn a host svatý                                          | Michael Polcino     | Matt Warburton     | 15. května 2005    | 18. listopadu 2007 | GABF09        |

### Sedmnáctá řada (2005–2006)
| Č. v seriálu | Č. v řadě | Původní název                      | Český název                                                                   | Režie             | Scénář                           | Premiéra v USA     | Premiéra v ČR      | Produkční kód |
| ------------ | --------- | ---------------------------------- | ----------------------------------------------------------------------------- | ----------------- | -------------------------------- | ------------------ | ------------------ | ------------- |
| 357          | 1         | The Bonfire of the Manatees        | Ohňostroj oddanosti                                                           | Mark Kirkland     | Dan Greaney                      | 11. září 2005      | 25. listopadu 2007 | GABF18        |
| 358          | 2         | The Girl Who Slept Too Little      | Děvče, které spalo příliš málo                                                | Raymond S. Persi  | John Frink                       | 18. září 2005      | 2. prosince 2007   | GABF16        |
| 359          | 3         | Milhouse of Sand and Fog           | Milhouse z písku a mlhy                                                       | Steven Dean Moore | Patric M. Verrone                | 25. září 2005      | 9. prosince 2007   | GABF19        |
| 360          | 4         | Treehouse of Horror XVI            | Speciální čarodějnický díl                                                    | David Silverman   | Marc Wilmore                     | 6. listopadu 2005  | 16. prosince 2007  | GABF17        |
| 361          | 5         | Marge's Son Poisoning              | Návrat nezdárného syna                                                        | Mike B. Anderson  | Daniel Chun                      | 13. listopadu 2005 | 23. prosince 2007  | GABF20        |
| 362          | 6         | See Homer Run                      | Homer kandiduje                                                               | Nancy Kruseová    | Stephanie Gillisová              | 20. listopadu 2005 | 30. prosince 2007  | GABF21        |
| 363          | 7         | The Last of the Red Hat Mamas      | Pomsta červených rajčátek                                                     | Matthew Nastuk    | Joel H. Cohen                    | 27. listopadu 2005 | 6. ledna 2008      | GABF22        |
| 364          | 8         | The Italian Bob                    | Taliján Bob                                                                   | Mark Kirkland     | John Frink                       | 11. prosince 2005  | 13. ledna 2008     | HABF02        |
| 365          | 9         | Simpsons Christmas Stories         | Simpsonovské vánoční skazky (ČT, Disney+) Simpsonovské vánoční zkazky (Prima) | Steven Dean Moore | Don Payne                        | 18. prosince 2005  | 20. ledna 2008     | HABF01        |
| 366          | 10        | Homer's Paternity Coot             | Čí je vlastně Homer?                                                          | Mike B. Anderson  | Joel H. Cohen                    | 8. ledna 2006      | 27. ledna 2008     | HABF03        |
| 367          | 11        | We're on the Road to D'ohwhere     | Všechny cesty vedou do krimu                                                  | Nancy Kruseová    | Kevin Curran                     | 29. ledna 2006     | 3. února 2008      | HABF04        |
| 368          | 12        | My Fair Laddy                      | Pygmalion v sukni                                                             | Bob Anderson      | Michael Price                    | 26. února 2006     | 10. února 2008     | HABF05        |
| 369          | 13        | The Seemingly Never-Ending Story   | Zdánlivě nekonečný příběh                                                     | Raymond S. Persi  | Ian Maxtone-Graham               | 12. března 2006    | 17. února 2008     | HABF06        |
| 370          | 14        | Bart Has Two Mommies               | Bart má dvě mámy                                                              | Mike Marcantel    | Dana Gould                       | 19. března 2006    | 24. února 2008     | HABF07        |
| 371          | 15        | Homer Simpson, This Is Your Wife   | Homere Simpsone, tohle je tvoje žena                                          | Matthew Nastuk    | Ricky Gervais                    | 26. března 2006    | 2. března 2008     | HABF08        |
| 372          | 16        | Million-Dollar Abie                | Million Dollar Abie                                                           | Steven Dean Moore | Tim Long                         | 2. dubna 2006      | 6. dubna 2008      | HABF09        |
| 373          | 17        | Kiss Kiss, Bang Bangalore          | Salam Banghalore! (ČT, Disney+) Salam Banghalore (Prima)                      | Mark Kirkland     | Deb Lacustová a Dan Castellaneta | 9. dubna 2006      | 13. dubna 2008     | HABF10        |
| 374          | 18        | The Wettest Stories Ever Told      | Nejmokřejší příběh všech dob                                                  | Mike B. Anderson  | Jeff Westbrook                   | 23. dubna 2006     | 20. dubna 2008     | HABF11        |
| 375          | 19        | Girls Just Want to Have Sums       | Holky těžší to maj…?                                                          | Nancy Kruseová    | Matt Selman                      | 30. dubna 2006     | 27. dubna 2008     | HABF12        |
| 376          | 20        | Regarding Margie                   | Myslete na Marge                                                              | Michael Polcino   | Marc Wilmore                     | 7. května 2006     | 25. května 2008    | HABF13        |
| 377          | 21        | The Monkey Suit                    | Opičí proces                                                                  | Raymond S. Persi  | J. Stewart Burns                 | 14. května 2006    | 1. června 2008     | HABF14        |
| 378          | 22        | Marge and Homer Turn a Couple Play | Manželská poradna (ČT, Disney+) Manželská poradna Homera a Marge (Prima)      | Bob Anderson      | Joel H. Cohen                    | 21. května 2006    | 8. června 2008     | HABF16        |

### Osmnáctá řada (2006–2007)
| Č. v seriálu | Č. v řadě | Původní název                                  | Český název                                                                   | Režie                                      | Scénář                             | Premiéra v USA     | Premiéra v ČR      | Produkční kód |
| --- | --------- | ---------------------------------------------- | ----------------------------------------------------------------------------- | ------------------------------------------ | ---------------------------------- | ------------------ | ------------------ | ------------- |
| 379 | 1         | The Mook, the Chef, the Wife and Her Homer     | Žabař, kuchař, manželka a její Homer                                          | Michael Marcantel                          | Bill Odenkirk                      | 10. září 2006      | 15. června 2008    | HABF15        |
| Líza se seznámí s Michaelem, synem mafiánského bose Tlustého Tonyho. |           |                                                |                                                                               |                                            |                                    |                    |                    |               |
| 380 | 2         | Jazzy and the Pussycats                        | O jazzu a jiné zvířeně                                                        | Steven Dean Moore                          | Daniel Chun                        | 17. září 2006      | 22. června 2008    | HABF18        |
| Bart dostane bicí soupravu a stane se členem lokální jazzmanské skupiny, což je pozice, o kterou Líza stojí celý život. |           |                                                |                                                                               |                                            |                                    |                    |                    |               |
| 381 | 3         | Please Homer, Don't Hammer 'Em                 | Kladivo na Homera                                                             | Mike B. Anderson pomocná režie: Ralph Sosa | Matt Warburton                     | 24. září 2006      | 29. června 2008    | HABF20        |
| Homer si koupí Knihovničku truhláře. Truhlářem se ale stane Marge. Spolu začnou předstírat, že práci, kterou vykonala Marge, udělal Homer. |           |                                                |                                                                               |                                            |                                    |                    |                    |               |
| 382 | 4         | Treehouse of Horror XVII                       | Speciální čarodějnický díl                                                    | David Silverman a Matthew Faughnan         | Peter Gaffney                      | 5. listopadu 2006  | 7. září 2008       | HABF17        |
| Manželství s blobem – Homer sní mimozemský sliz a začne se přejídat. Jak je důležité míti golema – Bart si pořídí golema, který pro něj udělá cokoliv. Den, kdy Země vypadala hloupě – Obyvatelé Springfieldu jsou napáleni rozhlasovou hrou. |           |                                                |                                                                               |                                            |                                    |                    |                    |               |
| 383 | 5         | G.I. (Annoyed Grunt)                           | Osudy dobrého vojáka Homera                                                   | Nancy Kruseová                             | Daniel Chun                        | 12. listopadu 2006 | 14. září 2008      | HABF21        |
| Homer narukuje do armády. Po výcviku se koná cvičení a on hraje roli nepřítele. Schová se ve městě a kapitán město obsadí. |           |                                                |                                                                               |                                            |                                    |                    |                    |               |
| 384 | 6         | Moe'N'a Lisa                                   | Vočko veršotepcem                                                             | Mark Kirkland                              | Matt Warburton                     | 19. listopadu 2006 | 21. září 2008      | HABF19        |
| Líza se spřátelí s Vočkem. Sestaví z jeho útržků báseň a stane se z něho slavný básník. |           |                                                |                                                                               |                                            |                                    |                    |                    |               |
| 385 | 7         | Ice Cream of Margie (with the Light Blue Hair) | Umění na špejli                                                               | Matthew Nastuk                             | Carolyn Omineová                   | 26. listopadu 2006 | 28. září 2008      | HABF22        |
| Homer je znovu vyhozen ze své práce v elektrárně a pořídí si zmrzlinářské auto. Marge začne ze dřívek z nanuků stavět sochy. |           |                                                |                                                                               |                                            |                                    |                    |                    |               |
| 386 | 8         | The Haw-Hawed Couple                           | Parťáci                                                                       | Chris Clements                             | Matt Selman                        | 10. prosince 2006  | 5. října 2008      | JABF02        |
| Bart se skamarádí s Nelsonem. Homer čte Líze čte knihu Angelica Buttonová. |           |                                                |                                                                               |                                            |                                    |                    |                    |               |
| 387 | 9         | Kill Gil, Volumes I & II                       | Kill Gil – první a druhý díl                                                  | Bob Anderson                               | Jeff Westbrook                     | 17. prosince 2006  | 12. října 2008     | JABF01        |
| Kvůli Simpsonovým je Gil Gunderson vyhozen z práce a usídlí se u nich doma. |           |                                                |                                                                               |                                            |                                    |                    |                    |               |
| 388 | 10        | The Wife Aquatic                               | Akvamanželka                                                                  | Lance Kramer                               | Kevin Curran                       | 7. ledna 2007      | 19. října 2008     | JABF03        |
| V letním kině Patty a Selma promítnou film s Margina mládí v Barnacle Bay. Homer jí tam proto vezme na dovolenou, ale už to tam nevypadá jako kdysi.                                                                                          |           |                                                |                                                                               |                                            |                                    |                    |                    |               |
| 389 | 11        | Revenge Is a Dish Best Served Three Times      | Pomsta bývá nejsladší natřikrát                                               | Michael Polcino                            | Joel H. Cohen                      | 28. ledna 2007     | 26. října 2008     | JABF05        |
| Marge, Bart a Líza vypráví 3 příběhy o pomstě a snaží se tím Homer přesvědčit, že pomsta není žádným řešením. |           |                                                |                                                                               |                                            |                                    |                    |                    |               |
| 390 | 12        | Little Big Girl                                | Malá velká holka                                                              | Raymond S. Persi                           | Don Payne                          | 11. února 2007     | 2. listopadu 2008  | JABF04        |
| Líza si píše referát o kořenech své rodiny. Vymyslí si ale vlastní indiánský kmen Hitachiů. Bart zachrání město před požárem a dostává od starosty řidičský průkaz.                                                                           |           |                                                |                                                                               |                                            |                                    |                    |                    |               |
| 391 | 13        | Springfield Up                                 | Vyrůstáme ve Springfieldu                                                     | Chuck Sheetz                               | Matt Warburton                     | 18. února 2007     | 16. listopadu 2008 | JABF07        |
| Declan Desmond před 32 lety vyzpovídal skupinu školáků. Každých 8 let je znovu navštívil a vytvořil filmovou kroniku jejich života. Při jeho poslední návštěvě Homer předstírá, že je milionář.                                               |           |                                                |                                                                               |                                            |                                    |                    |                    |               |
| 392 | 14        | Yokel Chords                                   | Zpívá celá spodina (ČT, Prima) Zpívá celá rodina (Disney+)                    | Susie Dietterová                           | Michael Price                      | 4. března 2007     | 23. listopadu 2008 | JABF09        |
| Bart vymyslí příběh o Krvavém Stanley. Je poslán k psychiatrovi. Líza se rozhodne učit Cletusovy děti. |           |                                                |                                                                               |                                            |                                    |                    |                    |               |
| 393 | 15        | Rome-Old and Juli-Eh                           | Romouš a Julizna                                                              | Nancy Kruseová                             | Daniel Chun                        | 11. března 2007    | 30. listopadu 2008 | JABF08        |
| Selma se již popáté vdává, tentokrát za Abrahama Simpsona |           |                                                |                                                                               |                                            |                                    |                    |                    |               |
| 394 | 16        | Homerazzi                                      | Homerazzi                                                                     | Matthew Nastuk                             | J. Stewart Burns                   | 25. března 2007    | 7. prosince 2008   | JABF06        |
| Simpsonovi si prohlížejí své nové fotky a na jedné uvidí Duffmana s Kozarelou. Homer fotku prodá bulváru. Homer zjistí, že za takové fotky platí hodně, a stane se z něj paparazzi.                                                           |           |                                                |                                                                               |                                            |                                    |                    |                    |               |
| 395 | 17        | Marge Gamer                                    | Pařanka Marge (ČT, Prima) Pařmenka Marge (Disney+)                            | Bob Anderson                               | J. Stewart Burns                   | 22. dubna 2007     | 14. prosince 2008  | JABF10        |
| Marge je ztrapněna, protože nemá e-mailovou adresu. Pořídí si tedy internet a začne hrát on-line hru, kterou hraje i Bart. Líza mezitím hraje fotbal a Homer dělá rozhodčího.                                                                 |           |                                                |                                                                               |                                            |                                    |                    |                    |               |
| 396 | 18        | The Boys of Bummer                             | Zmýlená neplatí                                                               | Rob Oliver                                 | Michael Price                      | 29. dubna 2007     | 21. prosince 2008  | JABF11        |
| Springfieldský baseballový tým vyhraje zápas a dělí je už jen jeden od mistrovského titulu. V tomto zápase ale Bart pustí rozhodující míček, jeho tým prohraje už skoro vyhraný zápas a celé město ho začne nenávidět.                        |           |                                                |                                                                               |                                            |                                    |                    |                    |               |
| 397 | 19        | Crook and Ladder                               | Hoří!                                                                         | Lance Kramer                               | Bill Odenkirk                      | 6. května 2007     | 28. prosince 2008  | JABF13        |
| Homer zmrzačí Springfieldský hasičský sbor. Aby to městu oplatil, tak se stane dobrovolným hasičem. |           |                                                |                                                                               |                                            |                                    |                    |                    |               |
| 398 | 20        | Stop or My Dog Will Shoot                      | Stůj, nebo můj pes vystřelí (ČT, Disney+) Stop, nebo můj pes vystřelí (Prima) | Matthew Faughnan                           | John Frink                         | 13. května 2007    | 4. ledna 2009      | JABF12        |
| Spasitel zachrání Homera a všimne si toho šerif. Ten ho pošle do policejní školy a stane se z něj policejní pes. |           |                                                |                                                                               |                                            |                                    |                    |                    |               |
| 399 | 21        | 24 Minutes                                     | 24 minut                                                                      | Raymond S. Persi                           | Billy Kimball a Ian Maxtone-Graham | 20. května 2007    | 11. ledna 2009     | JABF14        |
| Školní jarmark moučníků ohrožuje bomba a Bart se ji snaží zneškodnit. |           |                                                |                                                                               |                                            |                                    |                    |                    |               |
| 400 | 22        | You Kent Always Say What You Want              | Jak si Kent pustil pusu na špacír                                             | Matthew Nastuk                             | Tim Long                           | 20. května 2007    | 18. ledna 2009     | JABF15        |
| Kent Brockman řekne v televizi sprosté slovo a je vyhozen z práce. |           |                                                |                                                                               |                                            |                                    |                    |                    |               |

### Devatenáctá řada (2007–2008)
| Č. v seriálu | Č. v řadě | Původní název                               | Český název                                                                       | Režie                         | Scénář                            | Premiéra v USA     | Premiéra v ČR   | Produkční kód |
| ------------ | --------- | ------------------------------------------- | --------------------------------------------------------------------------------- | ----------------------------- | --------------------------------- | ------------------ | --------------- | ------------- |
| 401          | 1         | He Loves to Fly and He D'ohs                | Rád létá, a ne, že ne                                                             | Mark Kirkland                 | Joel H. Cohen                     | 23. září 2007      | 25. ledna 2009  | JABF20        |
| 402          | 2         | The Homer of Seville                        | Homer Sevillský                                                                   | Michael Polcino               | Carolyn Omineová                  | 30. září 2007      | 1. února 2009   | JABF18        |
| 403          | 3         | Midnight Towboy                             | Homerova odtahovka                                                                | Matthew Nastuk                | Stephanie Gillisová               | 7. října 2007      | 8. února 2009   | JABF21        |
| 404          | 4         | I Don't Wanna Know Why the Caged Bird Sings | Nechci vědět, proč ptáček v kleci zpívá                                           | Bob Anderson                  | Dana Gould                        | 14. října 2007     | 15. února 2009  | JABF19        |
| 405          | 5         | Treehouse of Horror XVIII                   | Speciální čarodějnický díl (ČT, Prima) Speciální čarodějnický díl XVIII (Disney+) | Chuck Sheetz                  | Marc Wilmore                      | 4. listopadu 2007  | 22. února 2009  | JABF16        |
| 406          | 6         | Little Orphan Millie                        | Sirotek Milhouse                                                                  | Lance Kramer                  | Mick Kelly                        | 11. listopadu 2007 | 1. března 2009  | JABF22        |
| 407          | 7         | Husbands and Knives                         | Manželé a podnikatelky                                                            | Nancy Kruseová                | Matt Selman                       | 18. listopadu 2007 | 8. března 2009  | JABF17        |
| 408          | 8         | Funeral for a Fiend                         | Pohřeb nepřítele                                                                  | Rob Oliver                    | Michael Price                     | 25. listopadu 2007 | 22. března 2009 | KABF01        |
| 409          | 9         | Eternal Moonshine of the Simpson Mind       | Věčný stín Simpsonovy mysli                                                       | Chuck Sheetz                  | J. Stewart Burns                  | 16. prosince 2007  | 29. března 2009 | KABF02        |
| 410          | 10        | E Pluribus Wiggum                           | E. Pluribus Wiggum                                                                | Michael Polcino               | Michael Price                     | 6. ledna 2008      | 5. dubna 2009   | KABF03        |
| 411          | 11        | That '90s Show                              | Zlatá devadesátá                                                                  | Mark Kirkland                 | Matt Selman                       | 27. ledna 2008     | 19. dubna 2009  | KABF04        |
| 412          | 12        | Love, Springfieldian Style                  | Láska po springfieldsku                                                           | Raymond S. Persi              | Don Payne                         | 17. února 2008     | 26. dubna 2009  | KABF05        |
| 413          | 13        | The Debarted                                | Skrytá identita                                                                   | Matthew Nastuk                | Joel H. Cohen                     | 2. března 2008     | 3. května 2009  | KABF06        |
| 414          | 14        | Dial 'N' for Nerder                         | Sranda na objednávku                                                              | Bob Anderson                  | Carolyn Omineová a William Wright | 9. března 2008     | 10. května 2009 | KABF07        |
| 415          | 15        | Smoke on the Daughter                       | Není kouře bez tance                                                              | Lance Kramer                  | Billy Kimball                     | 30. března 2008    | 17. května 2009 | KABF08        |
| 416          | 16        | Papa Don't Leech                            | Táta na útěku                                                                     | Chris Clements                | Reid Harrison                     | 13. dubna 2008     | 24. května 2009 | KABF09        |
| 417          | 17        | Apocalypse Cow                              | Kraví apokalypsa                                                                  | Nancy Kruseová                | Jeff Westbrook                    | 27. dubna 2008     | 31. května 2009 | KABF10        |
| 418          | 18        | Any Given Sundance                          | Jedeme na Sundance                                                                | Chuck Sheetz                  | Daniel Chun                       | 4. května 2008     | 7. června 2009  | KABF11        |
| 419          | 19        | Mona Leaves-a                               | Má máma Mona                                                                      | Mike B. Anderson a Ralph Sosa | Joel H. Cohen                     | 11. května 2008    | 14. června 2009 | KABF12        |
| 420          | 20        | All About Lisa                              | Vše o Líze (ČT, Prima) Vše o Lise (Disney+)                                       | Steven Dean Moore             | John Frink                        | 18. května 2008    | 21. června 2009 | KABF13        |

### Dvacátá řada (2008–2009)
| Č. v seriálu | Č. v řadě | Původní název                       | Český název                                                                       | Režie             | Scénář                             | Premiéra v USA                               | Premiéra v ČR      | Produkční kód |
| ------------ | --------- | ----------------------------------- | --------------------------------------------------------------------------------- | ----------------- | ---------------------------------- | -------------------------------------------- | ------------------ | ------------- |
| 421          | 1         | Sex, Pies and Idiot Scrapes         | Sexy koláčky a hlupák v nesnázích                                                 | Lance Kramer      | Kevin Curran                       | 28. září 2008                                | 6. září 2009       | KABF17        |
| 422          | 2         | Lost Verizon                        | Ztraceni s GPS                                                                    | Raymond S. Persi  | John Frink                         | 5. října 2008                                | 13. září 2009      | KABF15        |
| 423          | 3         | Double, Double, Boy in Trouble      | Výměna bez záruky                                                                 | Nancy Kruseová    | Bill Odenkirk                      | 19. října 2008                               | 20. září 2009      | KABF14        |
| 424          | 4         | Treehouse of Horror XIX             | Speciální čarodějnický díl (ČT, Prima) Speciální čarodějnický díl XVIII (Disney+) | Bob Anderson      | Matt Warburton                     | 2. listopadu 2008                            | 4. října 2009      | KABF16        |
| 425          | 5         | Dangerous Curves                    | Nebezpečné zatáčky                                                                | Matthew Faughnan  | Billy Kimball a Ian Maxtone-Graham | 9. listopadu 2008                            | 11. října 2009     | KABF18        |
| 426          | 6         | Homer and Lisa Exchange Cross Words | Homer a Líza ve při (ČT, Prima) Homer a Lisa ve při (Disney+)                     | Nancy Kruseová    | Tim Long                           | 16. listopadu 2008                           | 18. října 2009     | KABF19        |
| 427          | 7         | MyPods and Boomsticks               | MyPody a sousedi                                                                  | Steven Dean Moore | Marc Wilmore                       | 30. listopadu 2008                           | 25. října 2009     | KABF20        |
| 428          | 8         | The Burns and the Bees              | Burns a včely                                                                     | Mark Kirkland     | Stephanie Gillisová                | 7. prosince 2008                             | 1. listopadu 2009  | KABF21        |
| 429          | 9         | Lisa the Drama Queen                | Hysterka Líza                                                                     | Matthew Nastuk    | Brian Kelley                       | 25. ledna 2009                               | 8. listopadu 2009  | KABF22        |
| 430          | 10        | Take My Life, Please                | Jak to vlastně bylo aneb Zfalšované volby                                         | Steven Dean Moore | Don Payne                          | 15. února 2009                               | 15. listopadu 2009 | LABF01        |
| 431          | 11        | How the Test Was Won                | Jak vyzrát na test                                                                | Lance Kramer      | Michael Price                      | 1. března 2009                               | 22. listopadu 2009 | LABF02        |
| 432          | 12        | No Loan Again, Naturally            | Půjčka na oprátku                                                                 | Mark Kirkland     | Jeff Westbrook                     | 8. března 2009                               | 29. listopadu 2009 | LABF03        |
| 433          | 13        | Gone Maggie Gone                    | Gone Maggie Gone (ČT, Prima) Sbohem, Maggie (Disney+)                             | Chris Clements    | Billy Kimball a Ian Maxtone-Graham | 15. března 2009                              | 6. prosince 2009   | LABF04        |
| 434          | 14        | In the Name of the Grandfather      | Ve jménu dědy                                                                     | Ralph Sosa        | Matt Marshall                      | 17. března 2009 (Sky1) 22. března 2009 (Fox) | 13. prosince 2009  | LABF11        |
| 435          | 15        | Wedding for Disaster                | Nešťastná svatba                                                                  | Chuck Sheetz      | Joel H. Cohen                      | 29. března 2009                              | 20. prosince 2009  | LABF05        |
| 436          | 16        | Eeny Teeny Maya Moe                 | Kráska přes internet                                                              | Nancy Kruseová    | John Frink                         | 5. dubna 2009                                | 27. prosince 2009  | LABF06        |
| 437          | 17        | The Good, the Sad and the Drugly    | Hodný, zlý a zfetlá                                                               | Rob Oliver        | Marc Wilmore                       | 19. dubna 2009                               | 2. ledna 2010      | LABF07        |
| 438          | 18        | Father Knows Worst                  | Táta to ví nejhůř                                                                 | Matthew Nastuk    | Rob LaZebnik                       | 26. dubna 2009                               | 9. ledna 2010      | LABF08        |
| 439          | 19        | Waverly Hills, 9-0-2-1-D'oh         | Waverly Hills 9021-D'Oh                                                           | Michael Polcino   | J. Stewart Burns                   | 3. května 2009                               | 17. ledna 2010     | LABF10        |
| 440          | 20        | Four Great Women and a Manicure     | Čtyři velké ženy a manikúra                                                       | Raymond S. Persi  | Valentina L. Garzaová              | 10. května 2009                              | 23. ledna 2010     | LABF09        |
| 441          | 21        | Coming to Homerica                  | Cesta do Homeriky                                                                 | Steven Dean Moore | Brendan Hay                        | 17. května 2009                              | 30. ledna 2010     | LABF12        |